# Béarnais
Vous lisez un « bon article » labellisé en 2019.
Le béarnais (endonyme bearnés ou biarnés) désigne la variété de langue d'oc ou gascon du Béarn.
La linguistique ne distingue pas le béarnais du gascon ; ces parlers forment un ensemble homogène au sein du triangle Pyrénées-Atlantique-Garonne. L'originalité du béarnais tient à l'histoire du Béarn, vicomté devenue principauté souveraine sous Gaston Fébus. Du milieu du XIIIe siècle jusqu'à la Révolution française, le béarnais est la langue institutionnelle de ce territoire. La scripta définie par les actes administratifs et judiciaires fut adoptée en dehors des limites du Béarn, non seulement dans une partie de la Gascogne, mais aussi dans certains territoires basques.
La langue française exerce une influence croissante sur le Béarn à partir du milieu du XVIe siècle, son annexion comme province française en 1620 ne faisant qu'accélérer ce mouvement. L’utilisation du béarnais comme langue institutionnelle se termine à la Révolution, son usage se bornant depuis à la culture populaire. Cyprien Despourrins, Xavier Navarrot ou Alexis Peyret font par exemple vivre le béarnais à travers leurs œuvres. De la deuxième moitié du XIXe siècle à la première moitié du XXe siècle, le béarnais bénéficie d'un travail de normalisation, notamment par Vastin Lespy, Simin Palay ou encore Jean Bouzet[réf. nécessaire].
Le béarnais reste majoritaire auprès des Béarnais au XVIIIe siècle. Il faut attendre la deuxième moitié du XIXe siècle pour voir son usage reculer au profit du français. L'école française entre en conflit direct avec l'usage des langues régionales dans le dernier tiers du XIXe siècle et ce jusqu'à la première moitié du XXe siècle, provoquant le net recul de la transmission du béarnais dans le cadre familial dès les années 1950. La première école Calandreta est créée à Pau en 1980, permettant de relancer son enseignement. La part des béarnophones est difficile à estimer ; une enquête de 2008 avance les chiffres de 8 à 15 % de locuteurs en Béarn, selon la définition choisie. Le béarnais/gascon est classé comme en danger d'extinction par l'Unesco.

## Définition

### Noms

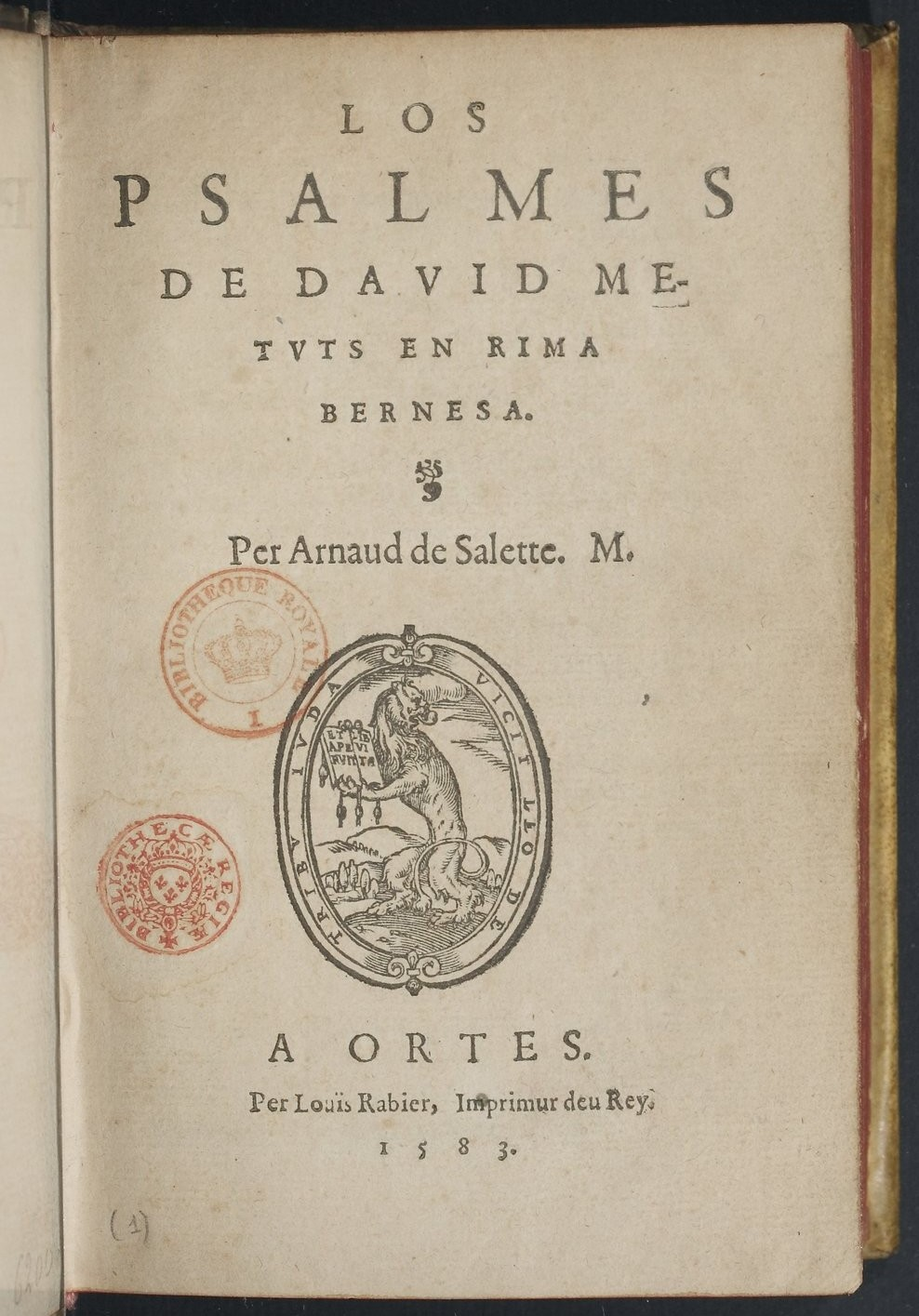
Arnaud de Salette est le premier auteur à revendiquer une écriture en béarnais.

Le mot béarnais est issu de l'endonyme bearnés ou biarnés,. Le terme dérive directement du peuple des Venarni, ou Benearni, qui donne son nom au Béarn. La cité des Venarni, Beneharnum, est inclus à la Novempopulanie au début du Ve siècle. L'origine du nom des Béarnais a plusieurs hypothèses, l'une d'elles évoque un rapport avec le mot basque behera qui signifie « terres d'en-bas ». Bien qu'utilisé à partir du milieu du XIIIe siècle dans l'administration de la principauté, le béarnais ne bénéficie pas d'une « mystique » de la langue, comme dans le royaume de France. La conscience linguistique n'est pas affirmée, la langue n'étant jamais nommée dans les écrits. Une défense de la langue béarnaise se met en place durant le XVIe siècle en Béarn, celle-ci repose exclusivement sur des considérations politiques. Le terme « béarnais » apparaît pour la première fois dans les écrits dans un document du 1er mars 1533, les États de Béarn refusent d'examiner des textes rédigés en français, et exigent leur traduction en bearnes. En 1556, Jeanne d'Albret donne aussi raison aux États qui réclament l'emploi exclusif du lengadge bearnes pour toute plaidoirie et écriture de justice,. Arnaud de Salette passe pour être le premier écrivain à revendiquer une écriture en rima bernesa dans sa traduction du Psautier de Genève, composée entre 1568 et 1571 puis publiée en 1583 à Orthez.
L'utilisation du nom « béarnais » se poursuit dans les siècles suivants, comme avec Jean-Henri Fondeville dans ses églogues de la fin du XVIIe siècle, qui exprime : « En frances, en biarnes, chens nat mout de latii. » À la fin du XIXe siècle, le mot « béarnais » pour désigner la langue du Béarn est progressivement remplacé par le mot « patois », avec son aspect péjoratif. Ce mouvement est commun à l'ensemble du territoire français. L'usage du terme « patois » recule à partir des années 1980, avec le renouveau des langues régionales. En parallèle, l'utilisation du nom « occitan » progresse avec la montée de l'occitanisme. Lors de l'enquête sociolinguistique commandée par le Conseil départemental des Pyrénées-Atlantiques en 2018, les Béarnais sont interrogés sur le nom qu'ils donnent à leur langue régionale. Le terme « béarnais » obtient entre 62 % et 70 % des suffrages selon l'intercommunalité concernée, contre 19 % à 31 % pour le terme « patois », 8 % à 14 % pour « occitan » et au maximum 3 % pour « gascon ».
L'expression « langue béarnaise », « la lengoa bernesa », est utilisée dès Arnaud de Salette au XVIe siècle ; cette utilisation ne relève pas d'un constat scientifique, mais d'une approche identitaire, dans un contexte de montée du nationalisme béarnais. L'expression « langue béarnaise » continue ensuite d'être régulièrement utilisée, une utilisation qui relève désormais du caractère historique, mais toujours pas scientifique.

### Classification
Le béarnais est classé dans le groupe occitano-roman, notamment par Pierre Bec. Un vif débat existe sur l'appartenance du béarnais/gascon à une seule et même langue, l'occitan ou langue d'oc. Pour certains linguistes, le béarnais/gascon serait un dialecte de l'occitan, pour d'autres il constituerait une langue spécifique et distincte comme le catalan peut l'être au sein de l'occitano-roman. Dans le n°10 du « Bulletin de l'observatoire des pratiques linguistiques Langues et cité », publié par le ministère de la Culture français, Georg Kremnitz estime pour sa part, que seule l'appartenance du béarnais/gascon à l'ensemble occitan peut être légitimement discutée. Il poursuit en précisant qu'un consensus se dessine pour considérer que le béarnais/gascon « constitue, du point de vue de sa genèse, un ensemble distinct de l'occitan proprement dit ». Mais en évoluant en « symbiose » avec ce dernier depuis des siècles, le béarnais/gascon est généralement considéré comme étant une variété de la langue d'oc.
L'absence de différences linguistiques entre le béarnais et le gascon fait désormais consensus,,, le béarnais gardant quelques caractéristiques. Si le béarnais ne peut être individualisé linguistiquement du gascon, l'histoire sépare très nettement Béarn et Gascogne pendant plusieurs siècles. L'ensemble linguistique formé sur le triangle Pyrénées-Atlantique-Garonne est désormais généralement nommé « gascon », le béarnais étant donc un nom alternatif propre au territoire du Béarn. Dans le bulletin Langue et cité, Philippe Blanchet estime que la promotion des appellations locales doit être visée, afin de favoriser un « sentiment d'appartenance » sur la base des régions historiques. Il reprend la notion de « langue polynomique » en proposant la séparation de la langue d'oc en plusieurs langues, au contraire des promoteurs de la notion de polynomie qui conservent sous la même langue-toit ses différentes variantes, à l'instar du corse. Il est à noter l'utilisation du terme « aquitain », à la place de « gascon », au XIXe siècle pour désigner cet ensemble linguistique homogène.

## Géographie

### Aire linguistique

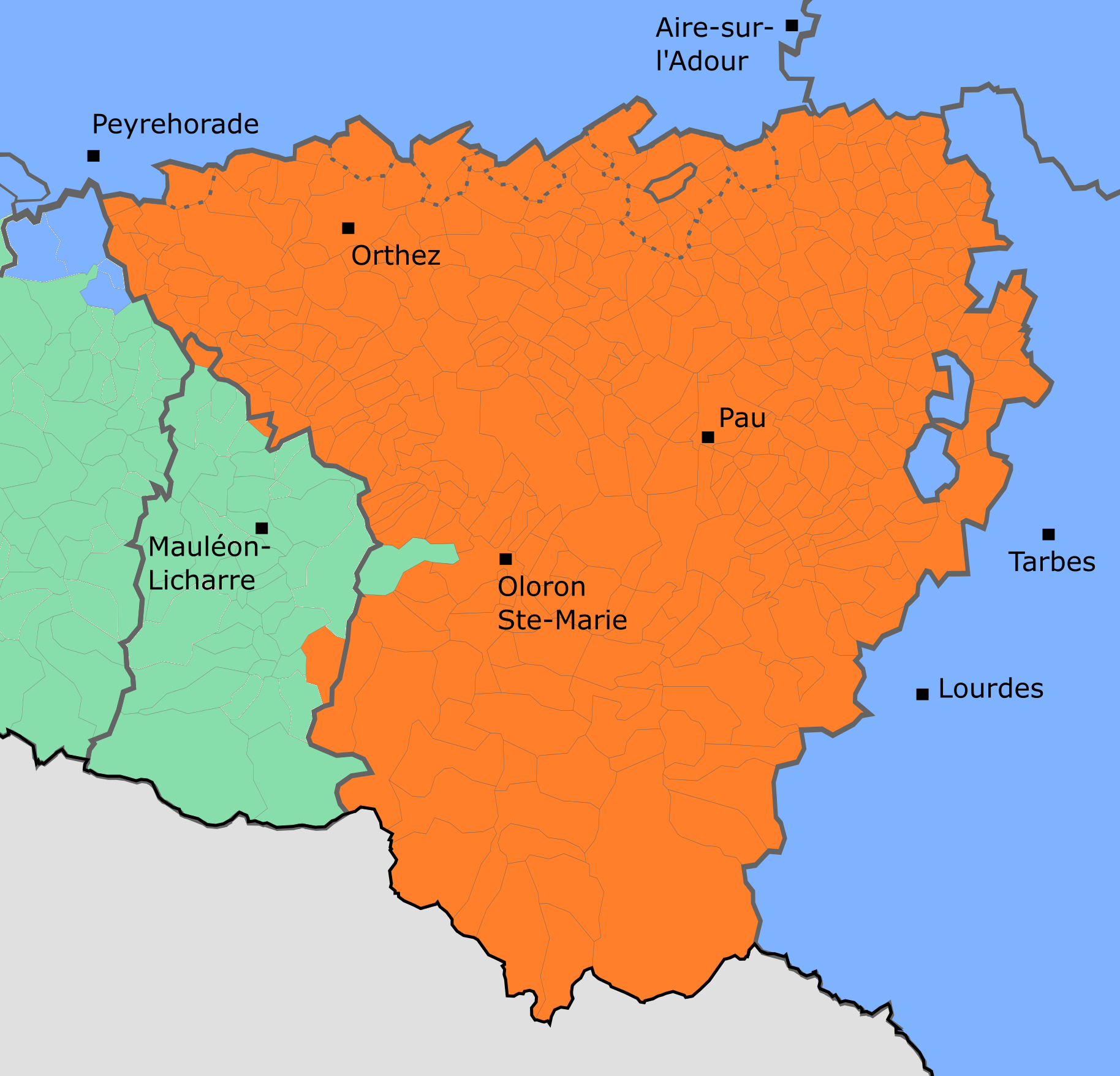
L'aire béarnophone.

L'origine de la notion de langue béarnaise repose uniquement sur des considérations politiques. Au milieu du XVIe siècle le Béarn défend avec vigueur sa souveraineté, dans un incontestable nationalisme. La langue devient un élément supplémentaire de ce particularisme béarnais. Ainsi, l'aire linguistique du béarnais et les frontières politiques du Béarn se conjuguent. Le « Béarn historique » se forme progressivement aux XIe siècle et XIIe siècle avec l'ajout de divers territoires au « Béarn primitif ». Le Béarn garde ses frontières intactes jusqu'à la Révolution. Les communes d'Esquiule et de Lichos forment deux cas particuliers, Esquiule étant une commune de culture basque située en Béarn et Lichos une commune de culture béarnaise en Soule. Les communes souletines de Montory et Osserain-Rivareyte sont aussi considérées comme étant béarnophones. À la Révolution, environ vingt communes gasconnes sont intégrées au département nouvellement créé des Basses-Pyrénées. Toutes ces communes étant aujourd'hui liées à des cantons et à des intercommunalités béarnaises, elles sont donc intégrées aux frontières du « Béarn moderne », l'utilisation du terme béarnais pouvant donc s'appliquer à ces nouvelles zones. La pratique du béarnais dans un cadre institutionnel permet la formation d'une scripta béarnaise, celle-ci est utilisée à l'extérieur du Béarn du XIIIe siècle au XVe siècle, dans des territoires gascons (Bigorre et parfois Comminges) et basques (Soule, Basse-Navarre et Guipuscoa).

### Variations locales

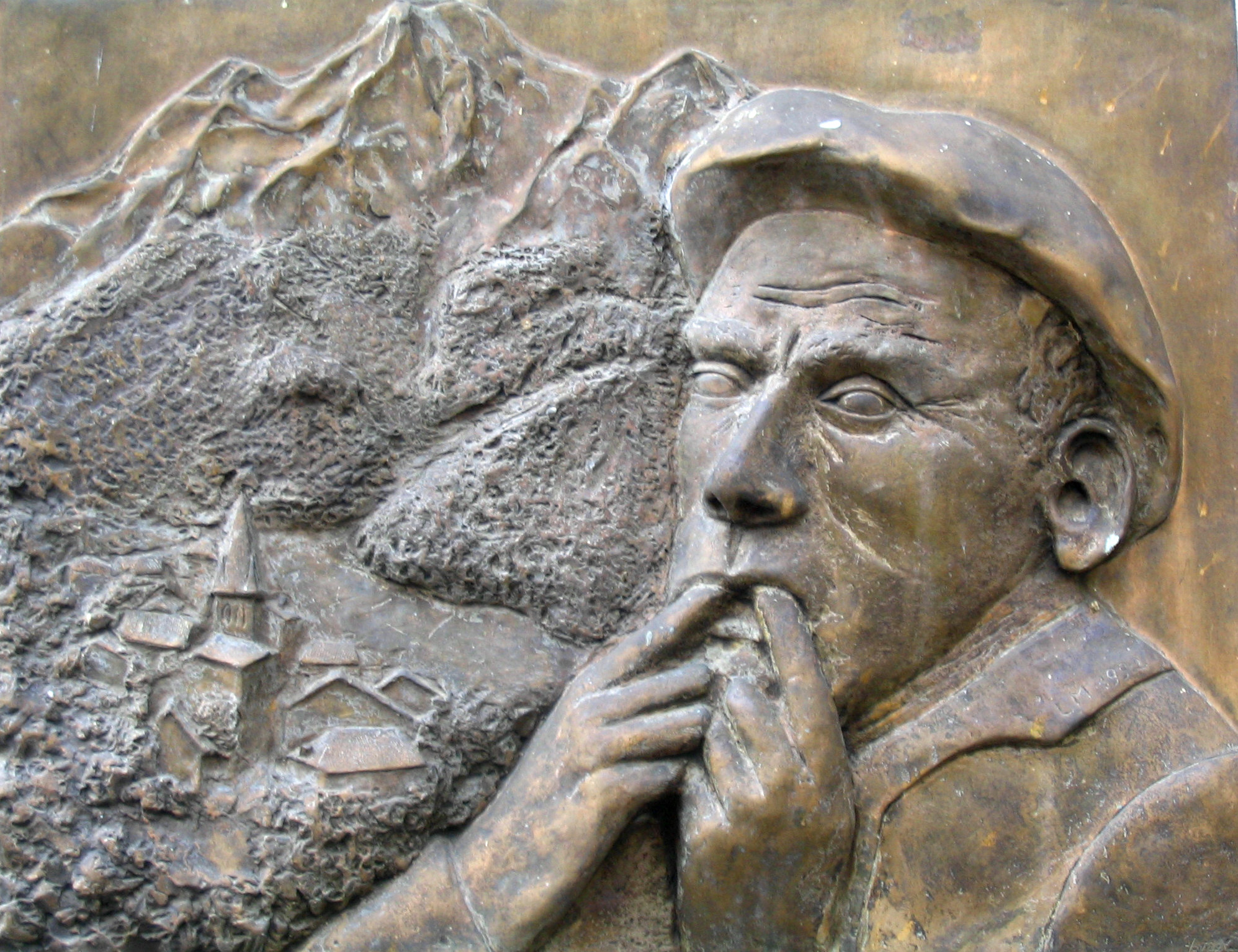
Plaque commémorant les siffleurs d'Aas.

En l'état actuel des travaux des linguistes, plusieurs parlers béarnais peuvent être individualisés. Le parler du nord-nord-ouest (Garlin, Arthez-de-Béarn, Orthez, Salies-de-Béarn, Sauveterre-de-Béarn), qui se distingue des autres parlers béarnais par la prononciation [ə] du -'a' atone final, mais aussi du -e atone final, ce qui en fait une zone de transition vers le parler noir. Le parler central, ou « palois », se distingue par la désinence en -in de la troisième personne du pluriel des verbes du deuxième et du troisième groupe, le parler oloronais a, lui, la particularité d'employer une forme i (« et ») là où les autres parlers emploient e. L'aspois-barétounais représente le parler le plus original, il est classifié comme gascon pyrénéen, tandis que l'ossalois est le seul parler pyrénéen à employer dans presque toutes les communes l'article lo/lou, la. Enfin, un parler du nord-est (Vic-Bilh et Montanerés) réalise une forme d'aspiration [ ʃ ] devant la consonne, ce parler emploie la forme endà (« pour », ailleurs entà) et prononce [w] le v intervocalique : aver/abé (« avoir ») prononcé [aˈwe] contre [aˈβe] ailleurs dans le Béarn.

### Lo siular d'Aas
Le village ossalois d'Aas est connu pour sa pratique ancestrale du Siular d'Aas, le  béarnais en langage sifflé, un exercice enseigné à l'université de Pau et des pays de l'Adour.

## Histoire

### Romanisation de l'Aquitania

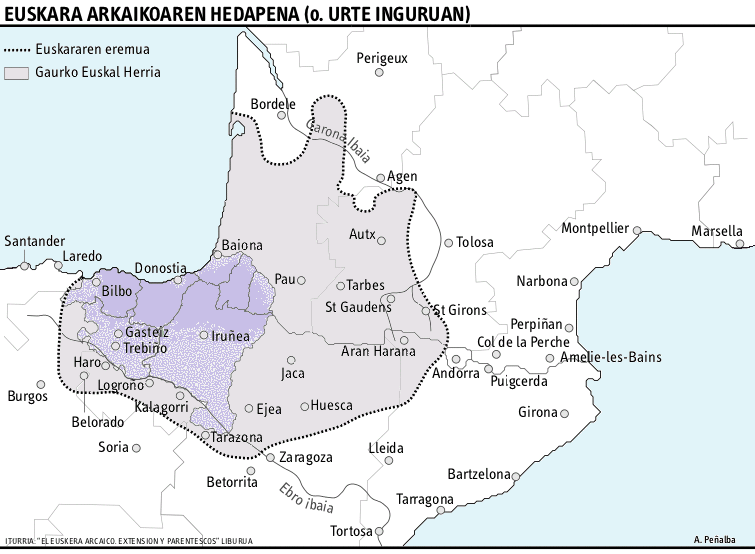
Aire linguistique du proto-basque au Ier siècle.

Au Ier siècle av. J.-C., la République romaine remporte la Guerre des Gaules et assure ainsi son expansion territoriale. Dans ses Commentarii de Bello Gallico, Jules César décrit le fleuve Garonne comme une frontière entre le peuple des Aquitains et des Gaulois : « Hi omnes lingua, institutis, legibus inter se differunt. Gallos ab Aquitanis Garumna flumen […] diuidit. » (« Ils se différencient en tout : langue, institutions et lois… Le fleuve Garonne sépare les Gaulois des Aquitains. »). Le géographe grec Strabon approuve : « En général les Aquitains ressemblent plus aux Ibères qu'aux Gaulois, soit pour la forme du corps, soit pour le langage. Ils occupent le pays situé entre les Pyrénées et la Garonne, qui leur sert de borne. » Le peuple des Aquitains parle alors l'aquitain, une forme de proto-basque non celtique et pré-indo-européen. Avec la conquête romaine, le territoire aquitain se romanise progressivement et sa langue évolue au contact du latin vulgaire. À la suite des grandes invasions, le contrôle romain de la région cesse, le territoire aquitain change plusieurs fois de main, entre Wisigoths, Francs puis Vascons à la fin du VIe siècle. C'est durant ce même VIe siècle qu'apparaît un nouvel idiome qui prend la forme d'un proto-gascon (ou proto-aquitano-roman). Le gascon — ou aquitano-roman — n'apparaît réellement qu'autour du IXe siècle ou Xe siècle, au rythme de la christianisation de l'Aquitania.

### Langue institutionnelle d'un pays souverain

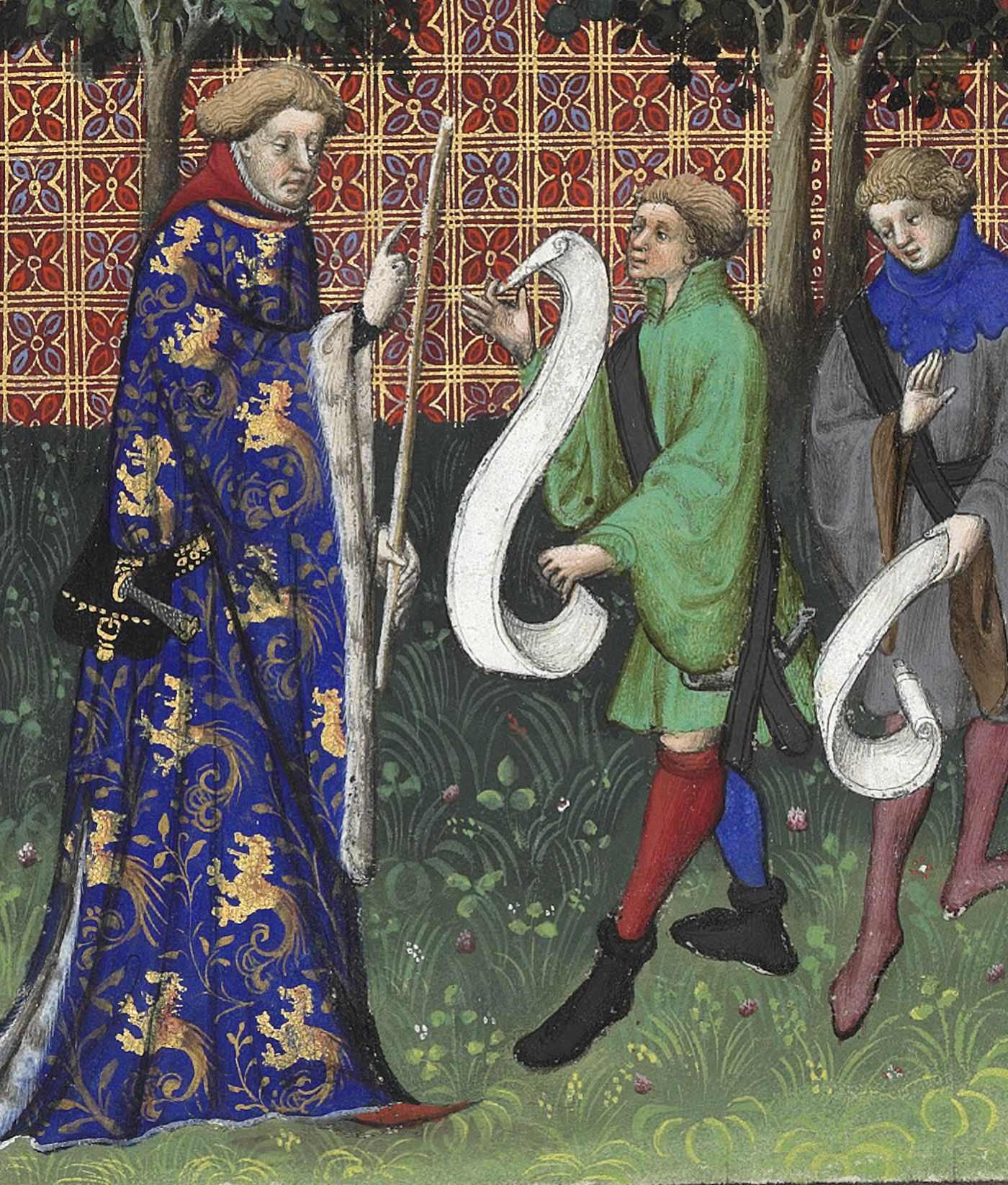
Fébus fait du Béarn une principauté souveraine.

Le peuple des Venarni, ou Benearni, est identifié depuis le début du Ve siècle par l'administration romaine, il occupe la région entourant sa capitale Beneharnum. Il faut attendre le morcellement du duché de Gascogne à partir du IXe siècle pour voir apparaître la vicomté de Béarn. Ce Béarn primitif s'agrandit aux XIe siècle et XIIe siècle avec l'ajout des régions d'Oloron, Montaner et Orthez, cet ensemble formant le Béarn historique. Malgré le développement de la langue aquitano-romane, la vicomté de Béarn continue d'utiliser le latin pour ses actes administratifs jusqu'au XIIIe siècle. En 1080, le for d'Oloron est rédigé en latin, qui reste la langue savante, celle des jurisconsultes et du clergé. La langue vernaculaire aquitano-romane du Béarn est utilisée dans les écrits à partir du milieu du XIIIe siècle. Ce sont les notaires, créés en Béarn entre 1229 et 1253, qui abandonnent les premiers le latin pour le béarnais. Plusieurs actes notariés originaux datant de 1246 et 1253 illustrent cette évolution. Le premier acte administratif rédigé en béarnais date du 2 novembre 1270 avec la « Charte des boucheries d'Orthez », un document rédigé à Pau sur ordre du vicomte Gaston VII de Béarn.
Une scripta béarnaise se forme à partir de ce milieu du XIIIe siècle, une langue juridique certainement assez éloignée de la langue populaire parlée. Cette langue écrite est basée sur le parler béarnais de la région d'Orthez. Le Béarn accède au statut de principauté souveraine au XIVe siècle, le béarnais devenant sa langue institutionnelle pour ses actes administratifs ou judiciaires. La souveraineté du Béarn débute pleinement après le 25 septembre 1347 : un représentant de Philippe VI de Valois se rend à Orthez dans le but de remettre un message à Gaston III de Foix-Béarn, celui-ci confirme alors son allégeance au roi pour ses territoires relevant du comté de Foix, mais il impose la neutralité du Béarn dans la guerre de Cent Ans, une terre qu'il « tient de Dieu et de nul homme au monde ». Gaston III se choisit le surnom Febus au retour d'une croisade en Prusse en 1358, il utilise la graphie d'oc du nom du dieu grec Phoibos, référence au mythe solaire associé. Né et élevé à Orthez, Fébus a pour langue maternelle le béarnais. Il est également capable de manier d'autres parlers d'oc comme le gascon commingeois ou le languedocien de Foix, le béarnais restant sa langue du quotidien, celle du cœur et de l'émotion. Fébus maîtrise également la langue d'oc écrite, codifiée et unifiée par les troubadours. C'est dans cette langue écrite qu'il rédige ses cansos.
Tout au long du XIVe siècle, la scripta béarnaise tend à se rapprocher de cette scripta toulousaine formée par les troubadours, allant vers une koiné pan-occitane peu typée et caractérisée par une syntaxe simplifiée. Cette langue administrative utilisée en Béarn aux XIVe siècle et XVe siècle peut-être qualifiée de « classique », formant une langue véhiculaire de qualité en alliant la précision à la concision latine. La conscience linguistique ne s'exprime pas encore en Béarn au XVe siècle, la langue béarnaise n'est jamais nommée dans les écrits. Un discours national béarnais se forme alors, mais uniquement sur des considérations politiques, identifiant le Béarn à une terre de libertés et de privilèges, sans jamais évoquer la question linguistique.

### Une conscience linguistique qui s'affirme

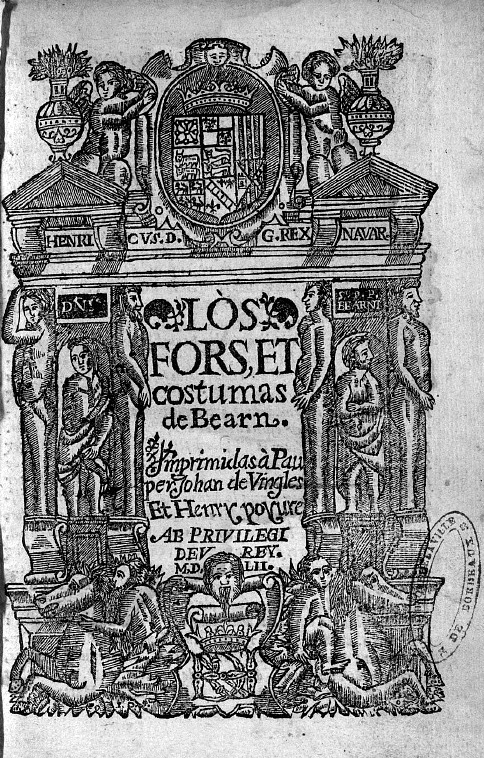
Les fors rénovés par Henri d'Albret en 1552.

Au XVIe siècle, la conscience linguistique du Béarn se développe, la langue devenant un élément supplémentaire de cohésion politique. La défense du lengadge deu pays est notamment assurée par les États de Béarn en 1533 et 1556, ils sont les premiers à employer le terme de « bearnes » pour cela. Les États défendent la langue béarnaise dans un élan nationaliste incontestable. Si dans la première moitié du XVIe siècle la défense du béarnais est un thème de cohésion interne au Béarn, dans la deuxième moitié du XVIe siècle il s'agit d'une revendication vis-à-vis de l'étranger français. Un nombre grandissant de Français s'installent dans la principauté tout au long du XVIe siècle, tandis que le statut de la langue française se renforce aux frontières du Béarn après l'ordonnance de Villers-Cotterêts en 1539. Jeanne d'Albret déploie une politique d'autonomie visant à renforcer la souveraineté béarnaise, la langue béarnaise est outil supplémentaire dans sa volonté d'imposer la Réforme en Béarn. Elle commande en 1568 à Arnaud de Salette une traduction béarnaise du Psautier de Genève dans le but d'« exhortar lou poble […] en lengoa vulgari deu pays ». Conformément aux conseils de Jean Calvin, Jeanne d'Albret souhaite faciliter la diffusion de la Religion réformée auprès des Béarnais en développant des outils en langue vernaculaire.
À l'image de la traduction des Psaumes, la langue béarnaise écrite bénéficie de textes majeurs au XVIe siècle avec la rénovation des fors entreprise par Henri d'Albret — publiée en 1552 — ainsi que le Stil de justicy deu pays de Bearn de 1564. Tout en restant langue savante, la langue béarnaise écrite tend à se rapprocher du parler populaire au cours du XVIe siècle, notamment dans la traduction des Psaumes, cette dernière devant permettre aux Béarnais de chanter les louanges de Dieu dans leur langue quotidienne. Si le béarnais est un outil supplémentaire d'autonomie, Jeanne d'Albret n'en fait pas le terrain d'une lutte indispensable vis-à-vis des Français, au contraire de la Religion. La souveraine rédige par exemple le 30 avril 1568 une ordonnance en français pour organiser un service de lutte contre l'incendie en Béarn. Malgré l'annexion du Béarn au royaume de France en 1620, le Béarn conserve ses fors et coutumes, le béarnais reste donc langue institutionnelle concurremment au français. Les XVIIe siècle et XVIIIe siècle marquent une relative décadence de la langue béarnaise administrative. Les délibérations des États font apparaître une corruption de la langue officielle, dans son vocabulaire, sa syntaxe et son orthographe, Pierre Tucoo-Chala estime que la langue administrative est tombée « au rang d'un patois francisé ». En parallèle, une littérature béarnaise de grande richesse se forme, notamment sous les plumes de Jean-Henri Fondeville et Cyprien Despourrins.

### Déclin et défense du béarnais

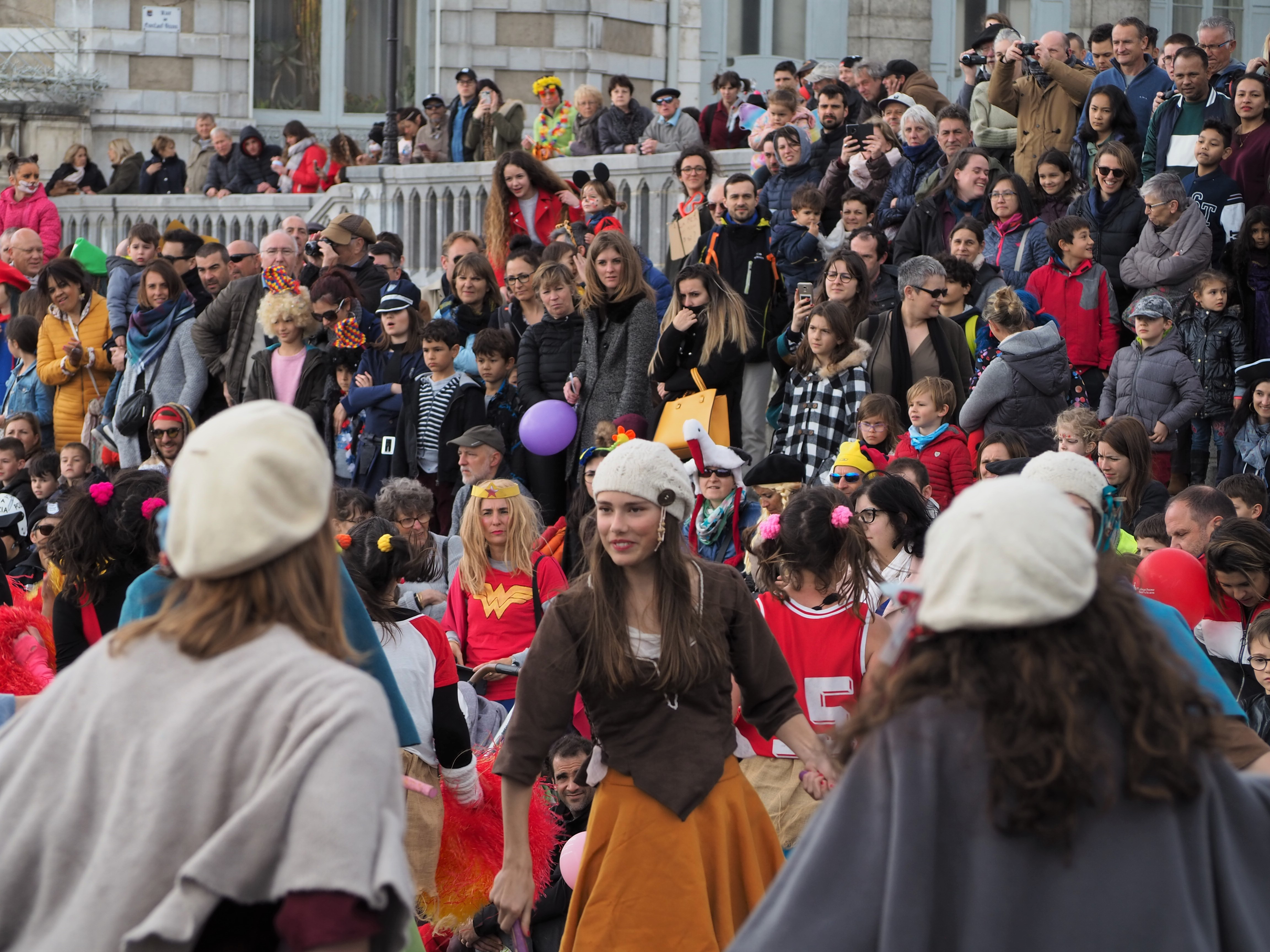
La défense du béarnais passe notamment par son enseignement et diverses manifestations culturelles.

Avec la Révolution française, le béarnais cesse d'être utilisé comme langue institutionnelle du Béarn. L'usage du français étant généralisé dans l'administration et le Béarn perdant toute forme d'organisation politique, il est incorporé au département des Basses-Pyrénées avec les provinces bascophones de Soule, Basse-Navarre et du Labourd. Le béarnais reste ensuite utilisé dans la culture populaire béarnaise, au travers du parler populaire et d'auteurs comme Xavier Navarrot ou Alexis Peyret. À la fin du XVIIIe siècle, le béarnais reste majoritaire auprès des Béarnais et, en l'absence de grande ville en Béarn, le recul du béarnais au profit du français ne se manifeste guère avant la seconde moitié du XIXe siècle. Des changements sociétaux profonds favorisent le recul des langues régionales au profit du français. Aussi, dans la lignée du « Rapport sur la nécessité et les moyens d'anéantir les patois et d'universaliser l'usage de la langue française » de l'abbé Grégoire, l'État français met en œuvre des politiques pour éradiquer les langues régionales au profit du français. L'école française entre notamment en conflit direct avec l'usage des langues régionales à partir du dernier tiers du XIXe siècle et ce jusqu'à la première moitié du XXe siècle. L'usage d'une répression éducative (comme le symbole) ou corporelle est la norme pour empêcher les élèves de pratiquer leur langue maternelle à l'école. L'ensemble des appareils de l'État français ainsi que des représentants des classes dominantes sont à l'origine de cette volonté de supprimer les langues régionales.
Depuis le début des années 1950, cette phase répressive s'est graduellement arrêtée avec la transmission du français dans le cadre familial. C'est donc à partir du XXe siècle que le français s'impose comme langue d'usage dans la majeure partie de la population béarnaise. La loi Deixonne de 1951 est la première à autoriser l'enseignement des langues régionales à l'école, dont la langue d'oc, tandis que la loi Haby de 1975 permet leur enseignement dans les collèges. Malgré tout, les discours politiques attestent de l'ancrage du français et la situation précaire des autres langues. Georges Pompidou déclare par exemple en 1972 : « Il n'y a pas de place pour les langues et cultures régionales dans une France qui doit marquer l'Europe de son sceau. » Signée par l'État français en 1992, la Charte européenne des langues régionales ou minoritaires n'est toujours pas ratifiée et continue d'être rejetée par les autorités publiques françaises. Après un travail de normalisation entrepris par Vastin Lespy, Simin Palay ou Jean Bouzet entre la fin du XIXe siècle et le début du XXe siècle, le béarnais bénéficie d'un renouveau de son enseignement depuis les années 1980, avec le développement de sections bilingues et d'écoles immersives calandreta. Diverses manifestations culturelles tentent également d'animer la pratique de la « léngue nouste », tandis qu'une Ciutat (Cité) de la culture béarnaise doit être créée d'ici 2021 dans le quartier du Hédas à Pau. Le béarnais, comme le gascon, est classé comme en danger d'extinction par l'Unesco.

## Sociolinguistique

### Statut et reconnaissance

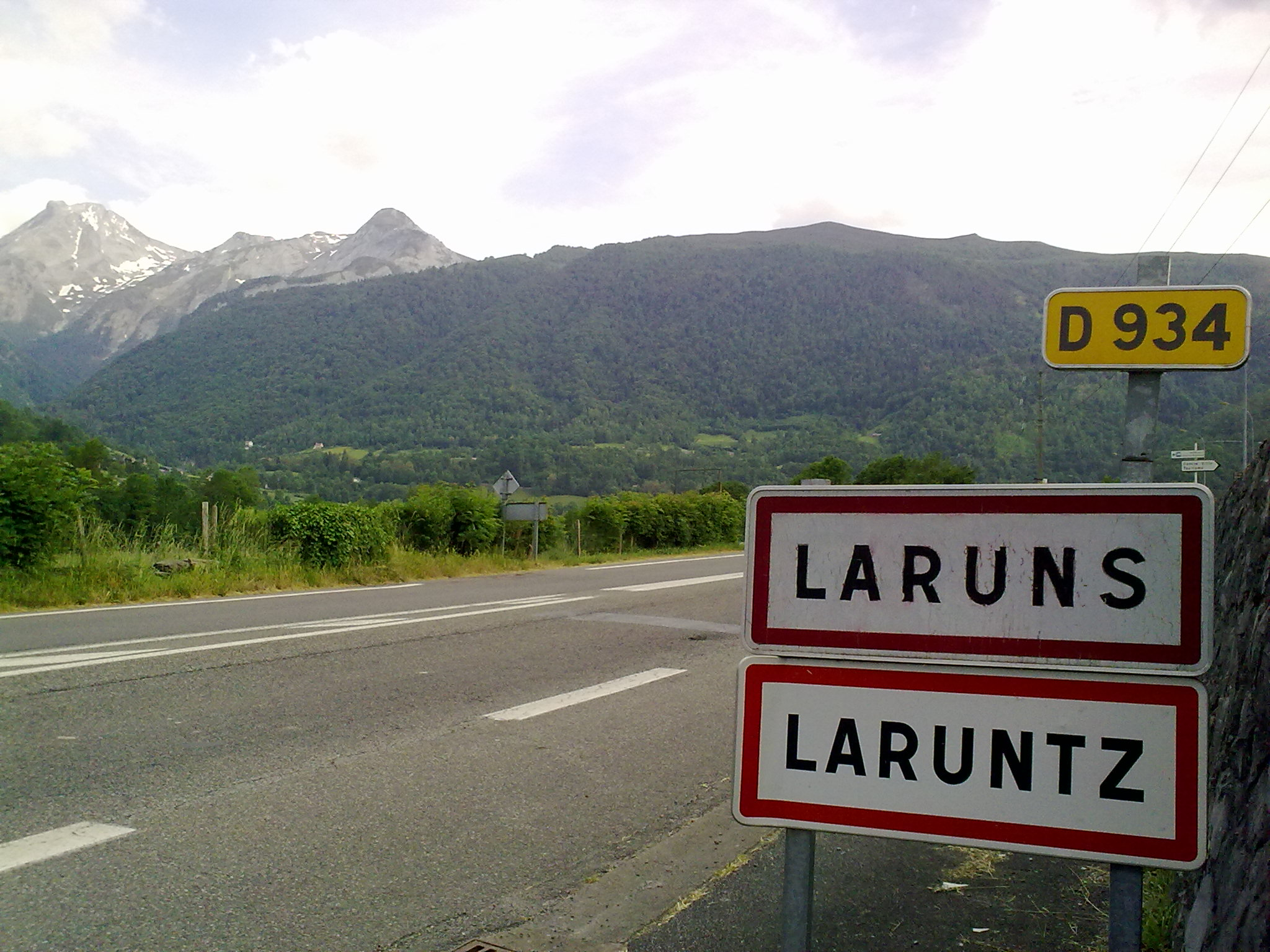
Signalisation bilingue français/béarnais à l'entrée de Laruns.

Utilisé à partir du milieu du XIIIe siècle en remplacement du latin, le béarnais reste la langue institutionnelle de la principauté souveraine du Béarn de 1347 à 1620. Il est utilisé dans les actes administratifs et judiciaires du pays. Au milieu du XVIe siècle, le français commence également à être utilisé dans certains actes de l'administration béarnaise. Avec l'annexion du Béarn par le Royaume de France en 1620, le béarnais continue d'être toujours utilisé dans l'administration de la nouvelle province française, et ce concurremment au français. Depuis la Révolution française, le béarnais n'a plus de reconnaissance officielle. Comme précisé dans l'article 2 de la Constitution de la Cinquième République française : « La langue de la République est le français », sans autre place pour les langues régionales ou minoritaires. Depuis la modification de la Constitution en 2008, le béarnais, comme les autres langues régionales, est reconnu comme appartenant au patrimoine de la France. L’article 75-1 dispose que « les langues régionales appartiennent au patrimoine de la France ». Au niveau international, le béarnais ne possède pas de code ISO 639, il est inclus dans le code « oc ». L'Observatoire linguistique attribue le code 51-AAA-fb au béarnais dans son registre de la Linguasphère.
Le conseil départemental des Pyrénées-Atlantiques met en place des actions de soutien en faveur de ce qu'il nomme le « béarnais/gascon/occitan », au travers de l'enseignement et pour la création de contenus pédagogiques et culturels. Iniciativa est le nom du schéma départemental qui fixe les orientations de la politique linguistique en faveur du « béarnais/gascon/occitan ». Le site internet du département est en partie accessible en langue d'oc, tout comme en anglais, espagnol et basque. Plusieurs communes béarnaises installent des panneaux de signalisation bilingues à l'entrée de leur commune, comme Bordes, Etsaut, Artix, Lacq ou Billère.

### Relations avec le français

#### L'introduction du français en Béarn

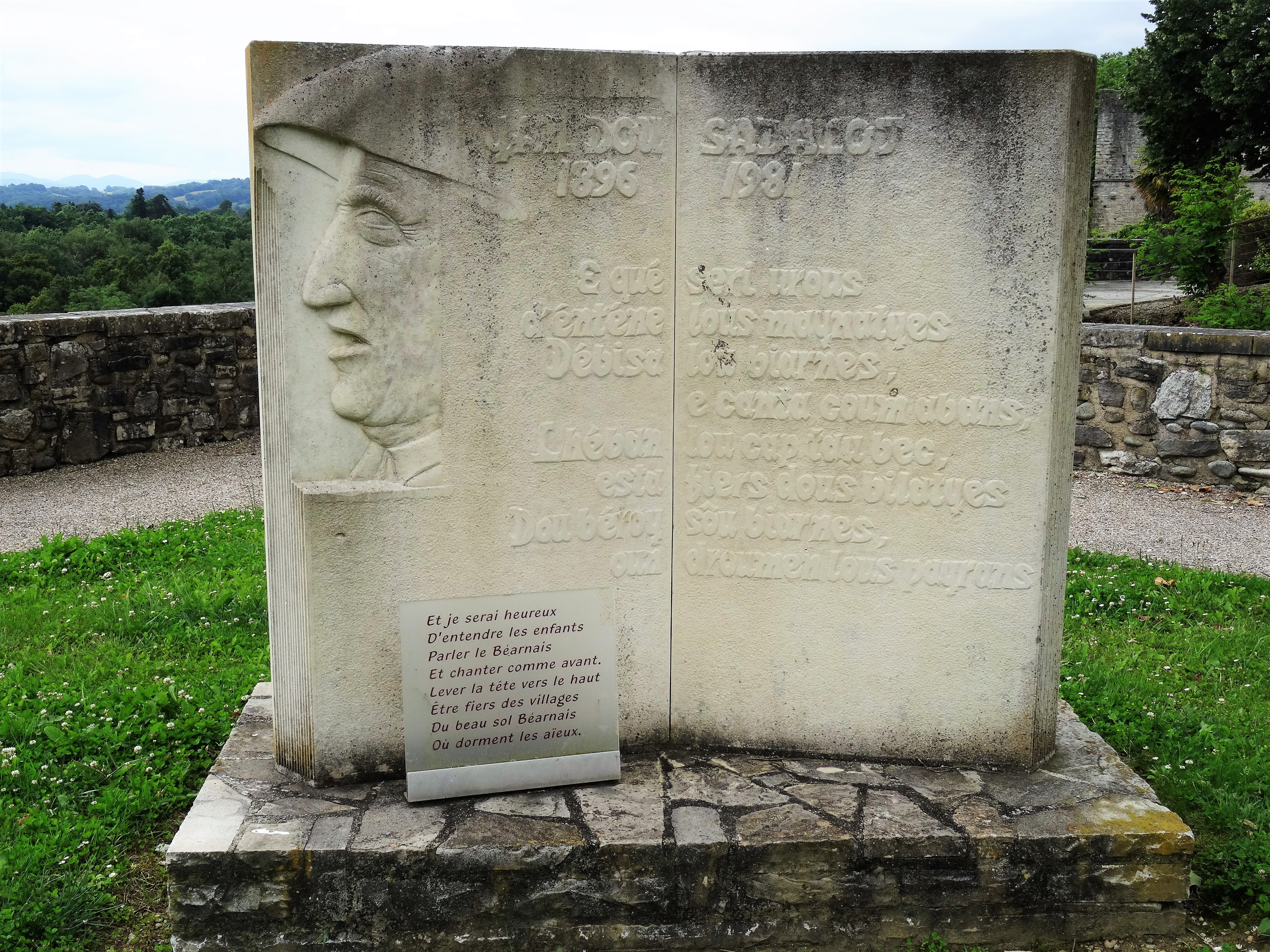
« E que seri urous d'enténe lous maynatyes débisa lou biarnes, e canta coum abans,
Lhéban lou cap tau bec, esta fiers dous bilatyes
Dou béroy sôu biarnes, oun droumen lous payrans. », Yan Dou Sabalot.

La langue française commence à être utilisée par l'administration béarnaise à partir du milieu du XVIe siècle, son usage gagne en importance après l'annexion du Béarn par le royaume de France en 1620. Si le béarnais reste une langue institutionnelle du Béarn après cette date, les actes administratifs des États du Béarn ou les registres des notaires démontrent l'intrusion grandissante du français dans les écrits béarnais aux XVIIe siècle et XVIIIe siècle. Par rapport à la langue béarnaise classique des XIVe siècle ou XVe siècle, il se développe alors un béarnais administratif francisé de faible qualité. En parallèle, le béarnais littéraire démontre une grande qualité, le XVIIIe siècle est également le siècle de Cyprien Despourrins et de sa langue « magnifique ». Une langue littéraire encore éloignée du langage populaire, que les félibréens et occitanistes permettent de rapprocher à partir du XIXe siècle. Michel Grosclaude estime qu'au cours de son évolution, la langue béarnaise n'est pas allée en se francisant, en se corrompant ou en s'appauvrissant, lui permettant de garder intacte son originalité.
L'introduction du français dans la population béarnaise est plus délicate à observer. Également à partir de la deuxième moitié du XVIe siècle, le français gagne en importance sous l'effet de la Réforme. Le français devient la langue seconde, instrument de la politique et de la pensée, le béarnais restant la langue maternelle première. Dans les œuvres de Fondeville ou Despourrins aux XVIIe siècle et XVIIIe siècle, les paysans sont introduits en parlant béarnais, les bourgeois éclairés des villes s'expriment en français et les gens des classes moyennes utilisent un dialecte très francisé. La francisation des Béarnais ne se fait jamais spontanément, ni sans arrière-pensée, le français reste la « langue du roi » traitée comme étrangère. En 1625, l'avocat Arnaud de Bordenave s'exprime sur l'abandon du béarnais au profit du français — sur ordre de Louis XIII — à la chancellerie de Navarre : « Avant ces unions, le Béarn ne connaissait d'autre langue que celle du pays, c'est en cette langue que tous les actes étaient conçus. Nous y étions si fort attachés par affection que la seule pensée de l'abolir ou changer était odieuse. […] Il n'y a pas aucun d'entre tous les idiomes du royaume qui lui fut comparable en la propriété des termes très significatifs, en la briéveté de la phrase, en la bonté de l'accent, et en plusieurs agréments qui peuvent donner de l'estime à un langage. »

« Qu'anira mau per lous Bearnes, quoand lous hilhs parlaran frances. (Il ira mal pour les Béarnais, quand leurs fils parleront français.) »

— Diction béarnais
Malgré l'incorporation du Béarn au royaume de France, les Parlementaires béarnais expriment leur refus de participer aux assises du royaume au moment des États généraux de 1789 : « Le Béarn est lié à la France à peu près comme l'Irlande et l'Angleterre. » La disparition de l'ancien régime provoque l'assentiment du Béarn pour devenir pleinement français. Depuis, la francisation des Béarnais s'est largement opérée, d'abord dans les villes, puis peu à peu dans les zones rurales, avec l'amélioration des moyens de communication, la diffusion de médias exclusivement francophones et la répression menée par l'école de la Troisième République. L'accent des Béarnais pour parler le français marque la persistance de l'empreinte de leur langue première. Cet accent est mis à mal par la pression sociale visant à imposer l'accent « normal » du français, l'accent « d'Île-de-France ». Pierre Bourdieu raconte que « même s'il n'a jamais entendu le français standard parisien, même s'il n'est jamais allé à Paris, le locuteur béarnais est dominé par le locuteur parisien, dans toutes ses interactions, au bureau de poste, à l'école, etc. ».

« Le français était la langue endimanchée, aux vêtements un peu raides et sans faux pli […]. Mon béarnais, c'est tout nerf et tout os, un centre de significations en alerte, un squelette de consonnes puissantes, une architecture dans les voyelles œuvrant le vaste espace intérieur, une articulation de rythmes souples et sûrs comme le sens pyrénéen de la marche ; un être charnel et spirituel »

— Pierre Emmanuel

#### L'influence du béarnais sur le français

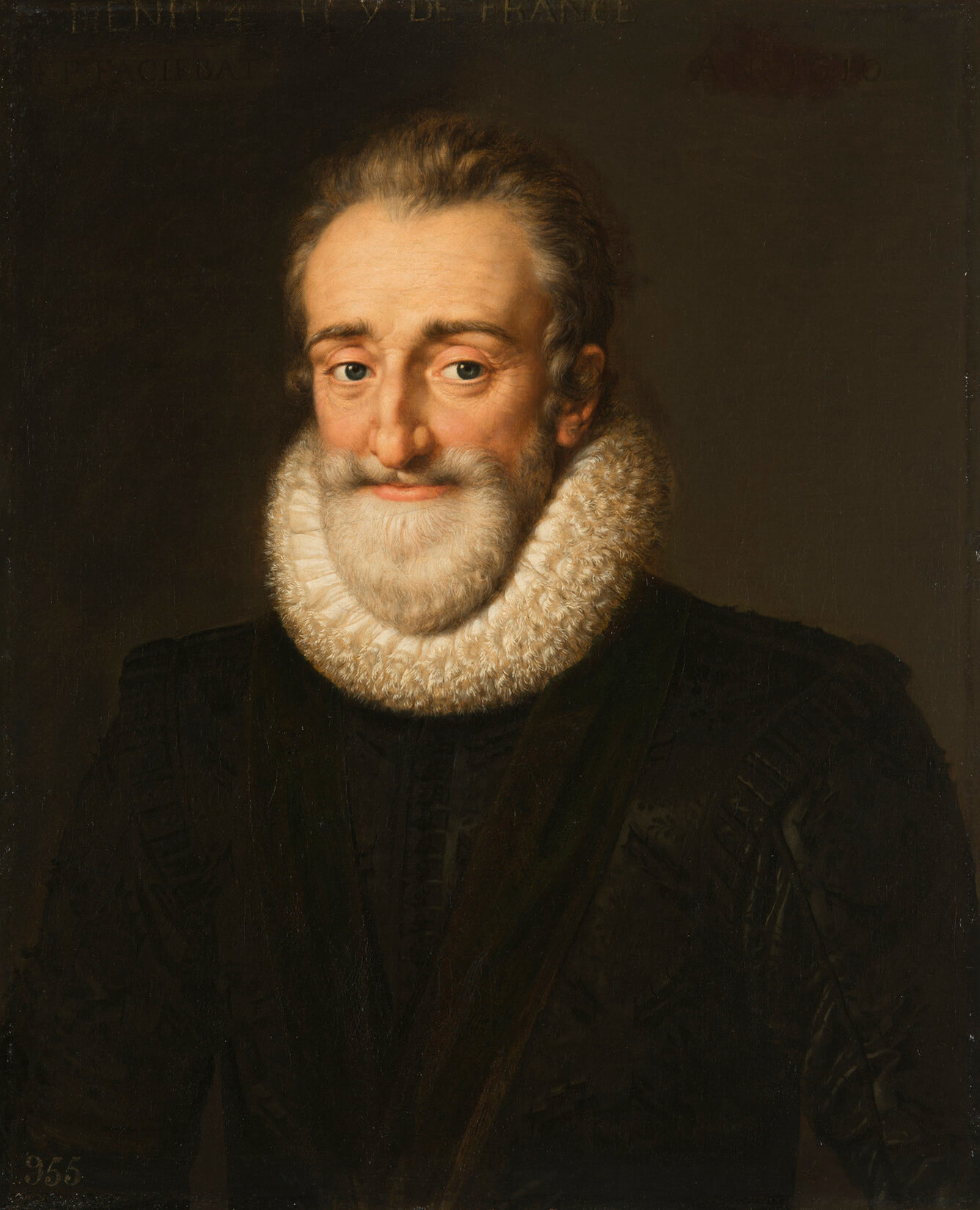
Le couronnement d'Henri IV favorise l'influence du béarnais sur le français au XVIe siècle.

De la fin du XVe siècle à la première moitié du XVIIe siècle, le béarnais/gascon exerce une influence croissante sur le français. Cette influence s'exerce tout d'abord par les soldats gascons qui s’enrôlent en nombre dans l'armée royale, les cadets de Gascogne. Le béarnais/gascon accède à une influence plus forte encore avec le couronnement du souverain béarnais Henri IV comme roi de France en 1589. Eugène Jung précise : « Après la victoire d'Henri IV, les seigneurs gascons et béarnais qui grossissaient son armée le suivent au Louvre : voilà la langue engasconnée. ». François de Malherbe se donne alors pour mission de « dégasconner » la Cour. Élevé dans la campagne béarnaise — notamment au château de Coarraze — Henri de Béarn communique naturellement en béarnais. Lors de sa première rencontre avec Henri II, le roi de France lui demande « Voulez-vous être mon fils ? », Henri— âgé de 3 ans — lui répond en béarnais « Ed que es lo pay » (« C'est lui qui est mon père ») en désignant Antoine de Bourbon. Devenu roi de Navarre, Henri échange par lettres en béarnais, par exemple avec les jurats de la vallée d'Ossau en 1580. Il se présente comme Henry « Lo rey, segnor souviran de Bearn ». En 1595 durant le siège de La Fère, une anecdote raconte comment Henri IV échappe à une bombe grâce à sa compréhension du béarnais.
L'influence du béarnais/gascon sur la langue française entre le XVe siècle et XVIIe siècle se traduit directement par l'introduction de vocabulaire, certaines règles de syntaxe et certaines habitudes de prononciation. Son influence devient indirecte quand le béarnais/gascon favorise certaines formes proches de ses habitudes, l'introduction de termes espagnols et italiens au XVIe siècle et XVIIe siècle dans le français marque aussi la trace de l'influence béarno-gasconne. Avec la mort d'Henri IV en 1610, puis la création de l'Académie française en 1634, l'influence du béarnais sur le français recule fortement dans la deuxième moitié du XVIIe siècle. Il reste aujourd'hui la trace de plusieurs mots de vocabulaire, comme barrique, béret, cadet, cap, capulet, cargaison, cèpe, cuillère, goujat, jurat ou piperade, la prononciation de certaines consonnes finales comme dans l'expression « pied-à-terre », ou l'utilisation de verbes comme transitifs, « Sortez-le ! » au lieu de « Faites-le sortir ! »

### Nombre de locuteurs
Lors de l'enquête linguistique réalisée entre octobre et novembre 2008 par la région Aquitaine, 8 % des personnes interrogées dans la « zone béarnaise » déclarent parler le béarnais sans difficulté, ces personnes déclarent pouvoir exprimer ce qu'elles veulent. Sur cette base, il y aurait donc autour de 29 000 locuteurs béarnais. En élargissant le concept de locuteur, 7 % des interrogés déclarent parler suffisamment le béarnais pour pouvoir tenir une « conversation simple ». Sur cette nouvelle base, il y aurait donc 15 % de locuteurs, soit environ 55 000 locuteurs béarnophones. Dans cette même enquête, 15 % des interrogés déclarent comprendre parfaitement le béarnais, tandis que 9 % déclarent comprendre facilement le béarnais même si certaines notions leur échappent. Dans une version élargie du concept, il pourrait donc y avoir 24 % d'allocutaires béarnais, soit 87 000 personnes. 10 % des interrogés déclarent pouvoir lire facilement ou assez facilement le béarnais écrit, tandis que 2 % des interrogés déclarent pouvoir l'écrire.

### Enseignement
L'enseignement du béarnais est assuré selon deux possibilités principales, l'enseignement extensif ou intensif. L'enseignement extensif consiste en un apprentissage allant de 45 minutes à 3 heures par semaine selon les niveaux. Ce mode d'apprentissage apparaît dans l'enseignement public à partir de 1969, il est assuré par des enseignants itinérants et relève de l'inspection académique des Pyrénées-Atlantiques. Une trentaine de sites bénéficient de cet enseignement extensif en Béarn.
Le mode d'enseignement intensif peut notamment être réalisé à partir d'un enseignement immersif. L’enfant, dès la maternelle, est accueilli en béarnais et effectue ses apprentissages — y compris celui de la lecture et de l’écriture — toujours en béarnais. Le français étant progressivement introduit par la suite. Début 1980, la première école Calandreta — laïque et gratuite — ouvre ses portes à Pau dans le sillage du mouvement occitaniste. Aujourd'hui, le réseau compte en Béarn neuf écoles, à Artix, Béost, Lescar, Lys, Mazères-Lezons, Oloron-Sainte-Marie, Orthez, Pau et Poursiugues, et un collège à Pau. Autre méthode d'enseignement intensif, le système bilingue à parité horaire apparaît à partir de 1982 dans les secteurs publics et privés confessionnels. L'enseignement en béarnais est alors assuré pendant 50 % du temps scolaire. À la rentrée 2015, cet enseignement bilingue concerne quinze sites publics — Artiguelouve, Asson, Bedous, Bordes, Coarraze, Gan, Garlin, Lagor, Lasseube, Mazerolles, Monein, Morlaàs, Oloron-Sainte-Marie, Salies-de-Béarn et Sauvagnon — et un site de l'enseignement catholique à Igon.
Par ailleurs, des cours pour adultes sont assurés par le CFP’Òc et par l’Institut béarnais et gascon sur plusieurs sites béarnais et à Paris.

## Vie culturelle

### Littérature

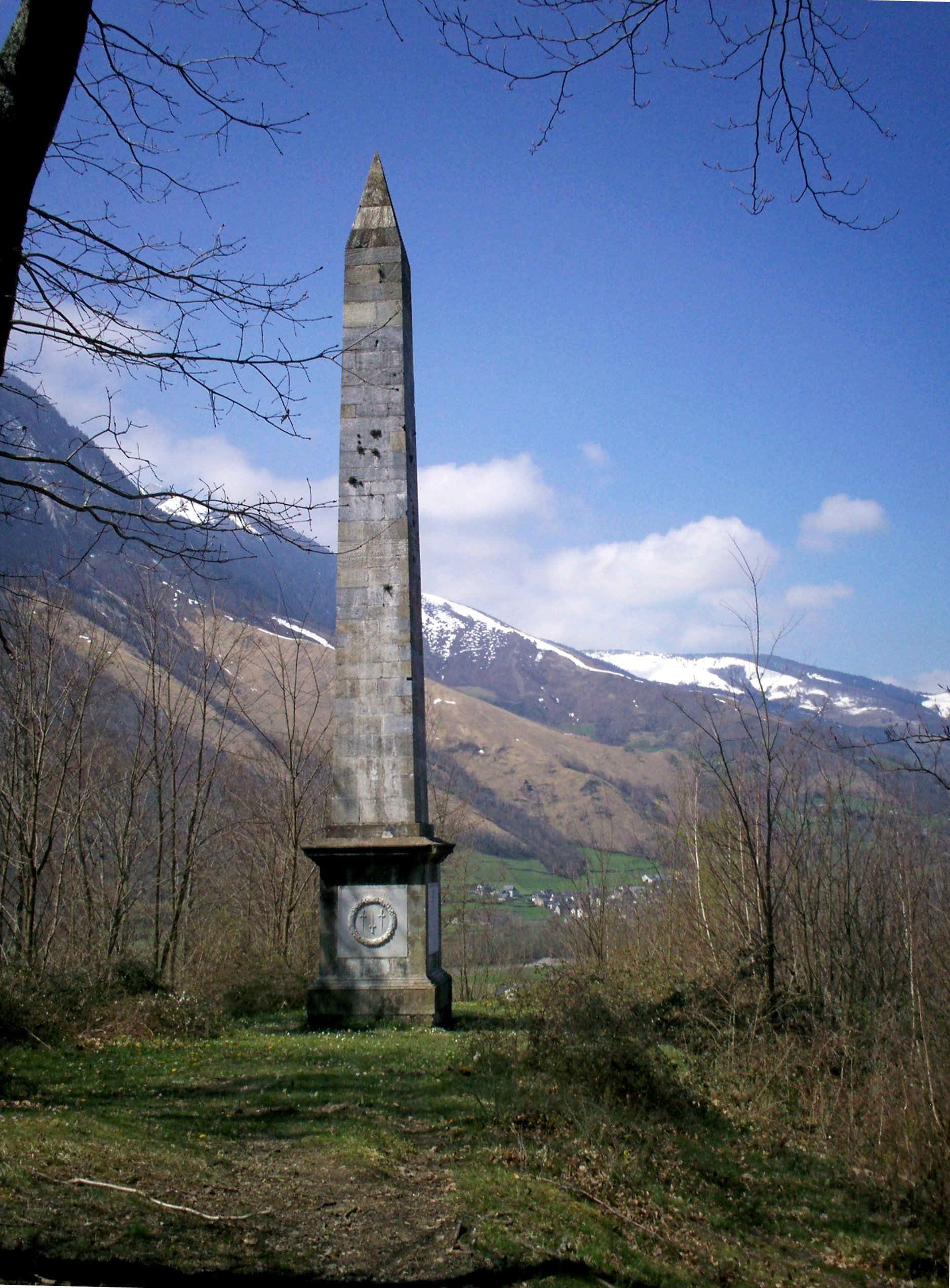
Obélisque en hommage à Cyprien Despourrins à Accous.

Le béarnais écrit apparaît au milieu du XIIIe siècle avec un usage exclusivement administratif, il se développe alors une scripta béarnaise qui se rapproche au XIVe siècle de la scripta toulousaine des troubadours. C'est dans cette scripta toulousaine que le prince béarnais Fébus rédige ses cansos — dont l'une est primée au Consistori del Gay Saber — et fait traduire des ouvrages comme Le Livre des propriétés des choses de Barthélemy l'Anglais ou la Chirurgie d'Abu Al-Qasim. Le premier écrivain à revendiquer une écriture en béarnais passe pour être Arnaud de Salette au XVIe siècle. À la suite d'une commande de Jeanne d'Albret en 1568, Arnaud de Salette traduit le Psautier de Genève dans son ouvrage Los Psalmes de David metuts en rima bernesa, finalement publié en 1583 à Orthez. Cette traduction s'inscrit dans un ensemble d'adaptations du Psautier aux XVIe siècle et XVIIe siècle, la version de Pey de Garros — aussi commanditée par Jeanne d'Albret — étant une version réputée pour la zone gasconne. Arnaud de Salette s'inspire du béarnais administratif en se rapprochant du parler populaire oral et en insérant des nouveautés graphiques. À la même époque, Jacob de Gassion — en imitant Pierre de Ronsard — produit un des premiers grands textes lyriques de la littérature béarnaise.

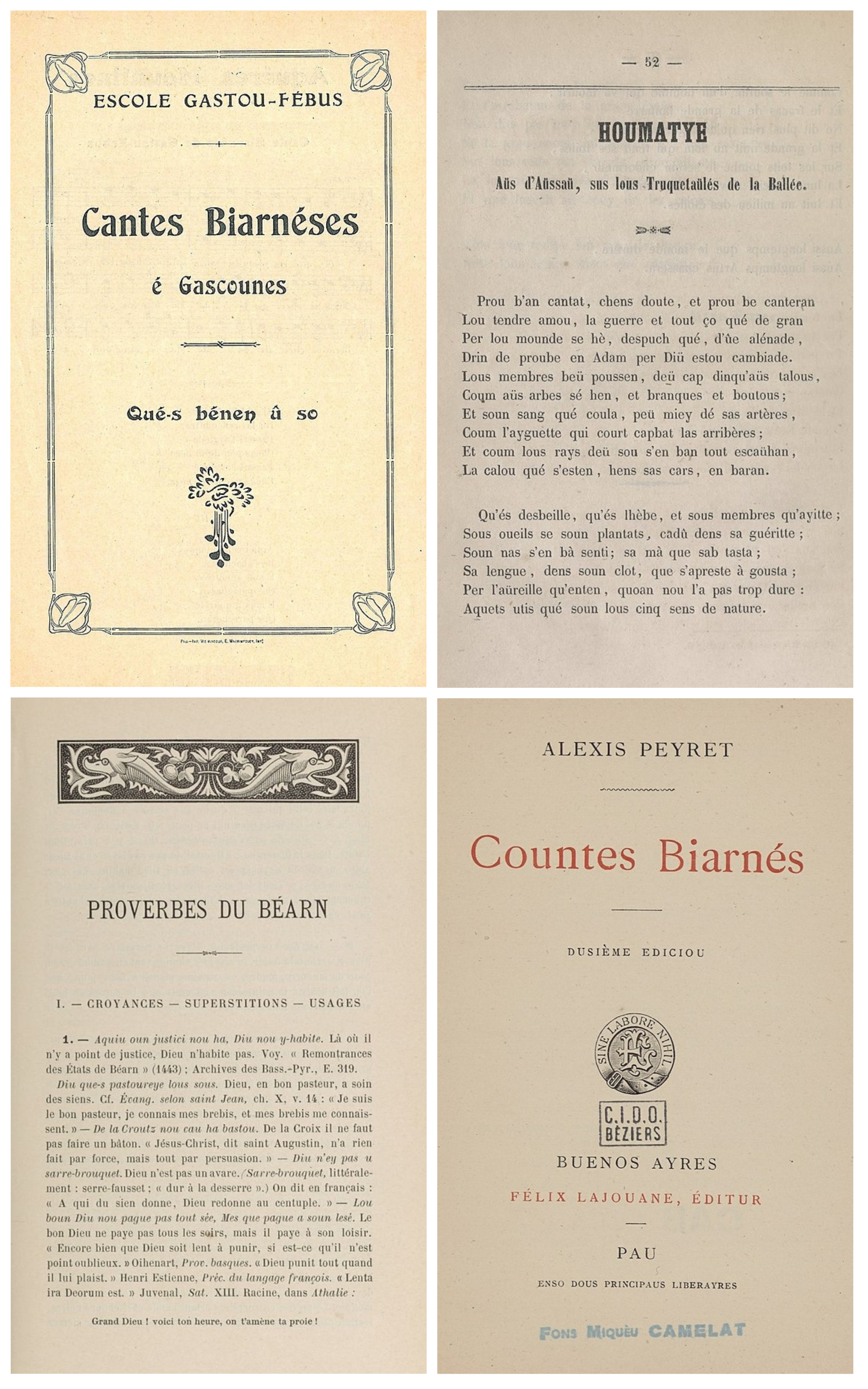
La littérature béarnaise est riche de comédies, poèmes, contes ou proverbes.

Au XVIIe siècle, dans un Béarn reconverti au catholicisme, Jean-Henri Fondeville compose des comédies comme la Pastourale deu paysaa. Il est également auteur d'églogues où les thèses calvinistes sont exposées puis démolies. Le XVIIIe siècle est le siècle de la poésie de Cyprien Despourrins, dont les chansons sont interprétées jusqu'à la cour du roi Louis XV par le béarnais Pierre de Jélyotte. Toujours au XVIIIe siècle, il faut souligner Lou Sermoû deu Curè de Bideren d'un compositeur anonyme et l'œuvre de Pierre Hourcastremé, qui adapte des fables comme La Cigale et la Fourmi (La Cigale de l'Arroumigue) en béarnais. Lo rèbe de l'abbé Puyoo de Pierre d'Esbarrebaque est un autre texte marquant de la littérature béarnaise, cette fois au XIXe siècle. Le médecin Théophile de Bordeu compose également en béarnais, dont son poème Houmatye (« Hommage aux Ossalois »). Un poème publié par Émile Vignancour — grand collecteur des œuvres béarnaises des XVIIIe siècle et XIXe siècle — lui-même poète béarnais et auteur de plusieurs anthologies de poésies béarnaises. Le XIXe siècle est marqué par les poésies politiques et lyriques de Xavier Navarrot, tandis qu'Alexis Peyret — homme politique et agronome exilé en Argentine — compose et publie sa poésie béarnaise d'abord outre-mer, puis en Béarn. Autour du Félibrige, surgissent à la fin du XIXe siècle et au début du XXe siècle des écrivains béarnais comme Simin Palay et d'autres, à l'image du bigourdan Michel Camélat, qui adoptent le béarnais. Albert Peyroutet et Eric Gonzales sont des figures marquantes de la littérature béarnaise dans la deuxième moitié du XXe siècle.
Les contes et légendes tiennent une place centrale dans la tradition écrite et orale des Béarnais, ils contribuent à la mythologie pyrénéenne. L'environnement naturel (montagnes, gaves) est un élément central, tout comme les fées, les sorcières (las brouches), les loups et les ours, et les bergers du côté humain. Parmi les contes béarnais, l'histoire de Jan de l’Ors est particulièrement célèbre. Plus récemment on retrouve le personnage de Ramponneau dans le rôle du croque-mitaine. Dans la première moitié du XXe siècle, le personnage Caddetou d'Ernest Gabard devient emblématique dans l'esprit des Béarnais. Toujours dans la tradition orale du Béarn, qui a ensuite débordé dans le genre littéraire, les dictons et proverbes sont nombreux. Quasiment chaque village béarnais possède un ou plusieurs dictons caractéristiques de ses habitudes, mœurs, superstitions, croyances ou faits historiques.

### Chanson

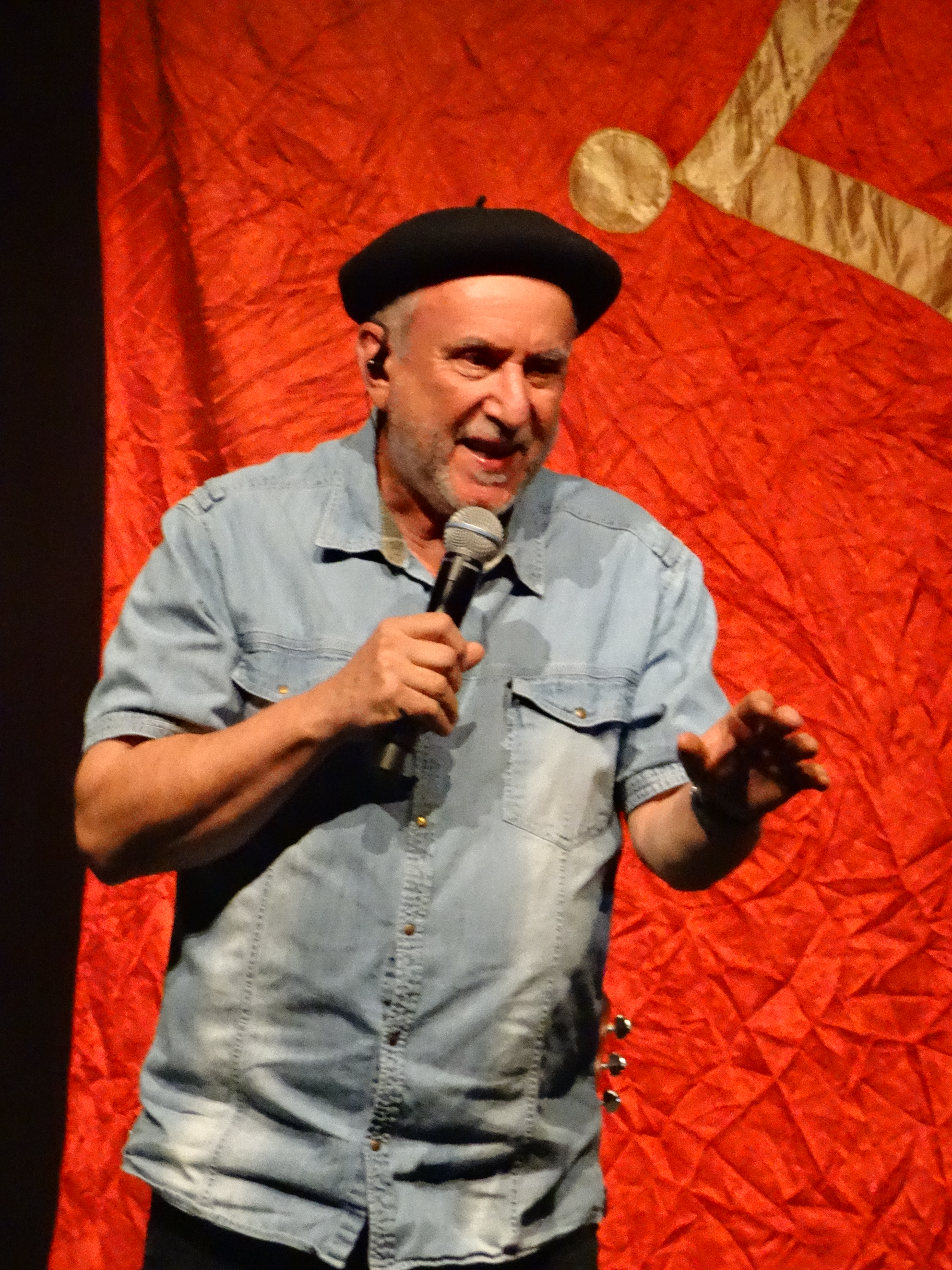
Jan du groupe Nadau.

Les chants béarnais ont pour points communs d'exprimer des sentiments tendres, des idées douces et des images riantes plutôt que l'éclat de la gaieté et le bruit des fêtes. À la manière des contes, ils évoquent par exemple la naissance des pics pyrénéens, l'absence de l'être aimé, les amours impossibles ou encore les luttes de la communauté contre ses adversaires. Certains chants béarnais sont intemporels, à l'image de Si Canti attribué à Fébus, ils remontent à l'époque médiévale se transmettant depuis de génération en génération. Les écrivains béarnais se révèlent aussi être des chansonniers populaires, comme Cyprien Despourrins avec ses ballades La haut sus las montanhas, Rossinholet qui cantas, ou De cap a tu soy, Mariou au XVIIIe siècle. Au XIXe siècle, les airs de Xavier Navarrot bénéficient d'une popularité importante, comme Adiu me dau ! Quine galere. Despourrins avait pour lui la grâce mélancolique, Navarrot se démarque par la malice et l'esprit caustique de ses textes. C'est au cours de ce même XIXe siècle, que Charles Darrichon écrit son célèbre Bèth cèu de Pau.
La chanson béarnaise continue d'inspirer les artistes modernes. D'origine aspoise, le chanteur Marcel Amont enregistre de nombreux disques en béarnais depuis les années 1960. Ces disques contiennent aussi bien des chansons originales que des adaptations de textes littéraires comme ceux de Jacob de Gassion, Xavier Navarrot, Alexis Peyret ou Simin Palay. Le groupe Nadau est un groupe gascon-béarnais, célèbre pour ses titres De cap tà l'immortèla ou L'encantada, le groupe remplit plusieurs fois l'Olympia de Paris. D'autres groupes se détachent également sur la scène béarnaise actuelle, comme Lous de l'Ouzoum, Escota si Plau, Los de Laruntz ou Esta.
Le Béarn est surnommé lou païs de las cantes (« le pays des chants »), la tradition des chants polyphoniques y est fortement ancrée. La cantèra est une pratique sociale avec des règles musicales et humaines très fortes. Sa pratique est particulièrement variée suivant l'endroit et le moment : duos fraternels, réunions amicales autour d'une table ou rassemblements festifs de plusieurs dizaines de chanteurs. Le corpus de chants relevés en Béarn est composé de plusieurs centaines d'items. Dans son Anthologie de la chanson béarnaise, André Hourcade en recense plus d'un millier.

### Manifestations culturelles

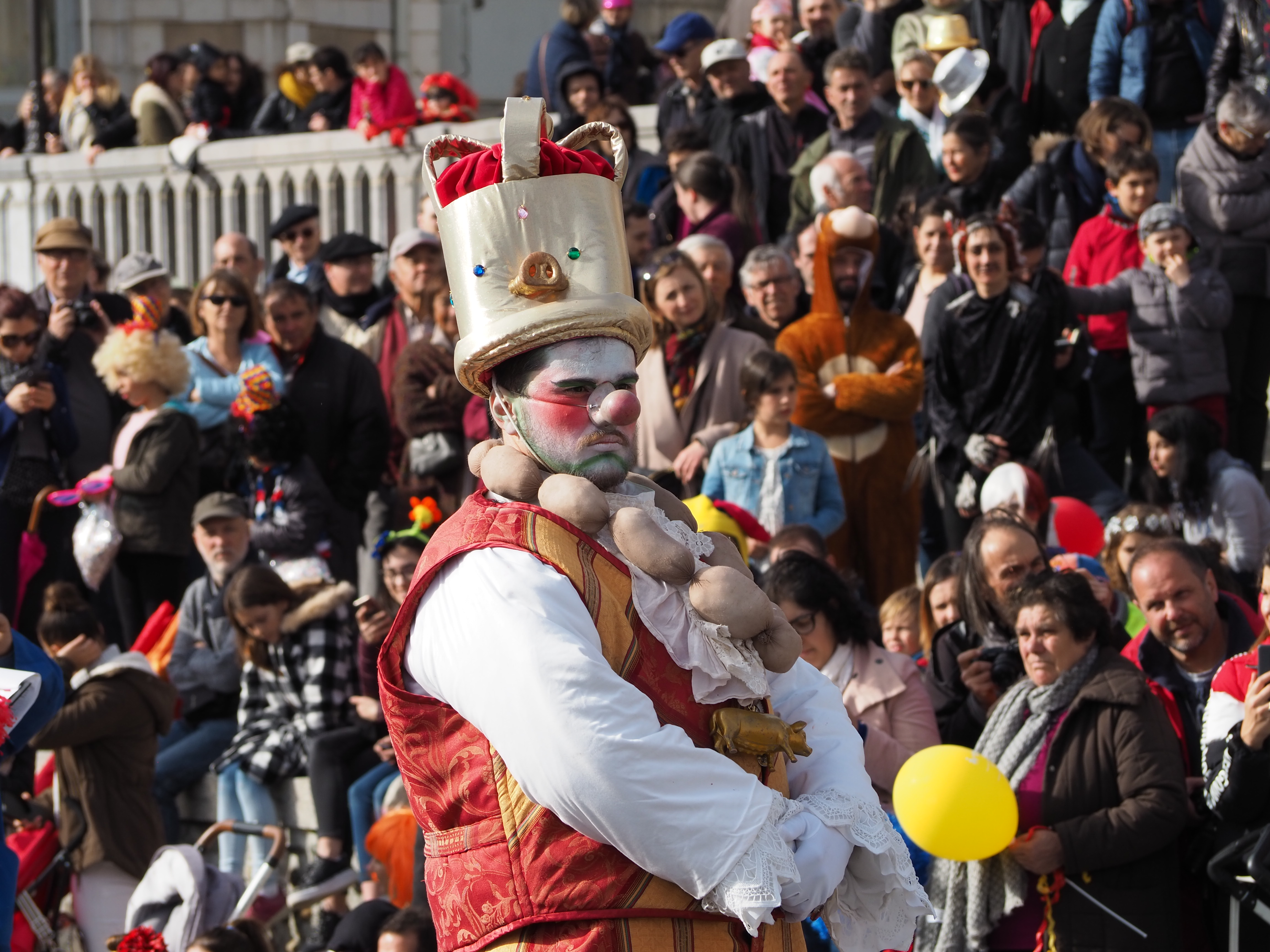
Sent Pançard au Carnaval biarnés.

Plusieurs manifestations liées à la langue béarnaise marquent l'agenda culturel du Béarn. Créé en 1967, le festival de Siros a notamment permis un nouvel essor de la chanson béarnaise. Il accueille environ 400 personnes lors de sa première édition, et jusqu'à 10 000 à 15 000 visiteurs dans les années 1970 et 1980, le festival prend alors le surnom du « Woodstock béarnais ». Le festival de Siros continue de mettre en valeur la chanson et la culture béarnaises chaque mois de septembre. Le Carnaval biarnés se déroule chaque année durant plusieurs étapes en Béarn et finit dans le quartier palois du Hédas ; il met en scène la décadence du despotique Sent Pançard. Il fait partie des cinq grands carnavals de France métropolitaine, avec 50 000 participants. Le Carnaval biarnés s'inscrit dans la tradition du carnaval pyrénéen avec l'objectif de faire vivre une culture béarnaise dynamique et moderne. En avril se déroule Lo primtemps de l'Arribèra à Saint-Pé-de-Léren, les chancaires œuvrent à la transmission de la culture béarnaise au travers de sa langue, ses danses et chants. En août à Pau, la culture occitane a son rendez-vous annuel au festival Hestiv'òc. Il rassemble environ 35 000 festivaliers autour des musiques et des cultures du sud. Une version hivernale Hestiv’Òc de Nèu se déroule également en mars à la station de ski de Gourette. En 2018, l'association Ligams organise la première Passem, course de relais organisée en Béarn pour défendre la « lenga nosta ».

### Mouvements associatifs
L'Escole Gastoû Febus est une association littéraire fondée en 1896, dans le sillage du mouvement du Félibrige. L'initiative vient de Simin Palay et Michel Camelat, tandis qu'Adrien Planté devient le premier capdau (président) de l'Escole. Les statuts présentés lors de la création de l'association précisent son objectif : « développer l’étude de la vieille langue romane des anciennes provinces de Gascogne et du Béarn, de leurs anciennes coutumes, de leurs légendes, de leurs traditions ». L'Escole se fixe trois premiers objectifs, avec la création d'un musée béarnais au château de Pau et la rédaction d'un dictionnaire ainsi que d'une grammaire en béarnais et gascon. Après les décès de Michel Camelat en 1962 et Simin Palay en 1965, l'association se rapproche du mouvement occitaniste et adopte la norme classique de l'occitan en 1984, elle se renomme alors Escòla Gaston Fèbus. En lien avec le mouvement occitaniste, l'association Per Nouste (devenue Per Noste) est fondée en 1960 par Roger Lapassade dans le but de « développer la langue et la civilisation occitanes de Gascogne. ». Dans les années 1980, l'Ostau Bearnés est créée afin de promouvoir la culture régionale et la socialisation de langue occitane en Béarn, elle fédère aujourd'hui une cinquantaine d'associations et se veut comme un centre de ressources. À contre-courant du mouvement occitaniste, l'Institut béarnais et gascon est créé en 2002 afin de « promouvoir la langue et la culture béarnaise et gasconne », l'association défend également l'utilisation de la graphie développée par Simin Palay. L'IBG travaille notamment en lien avec l'association oloronaise Biarn Toustém.

### Médias

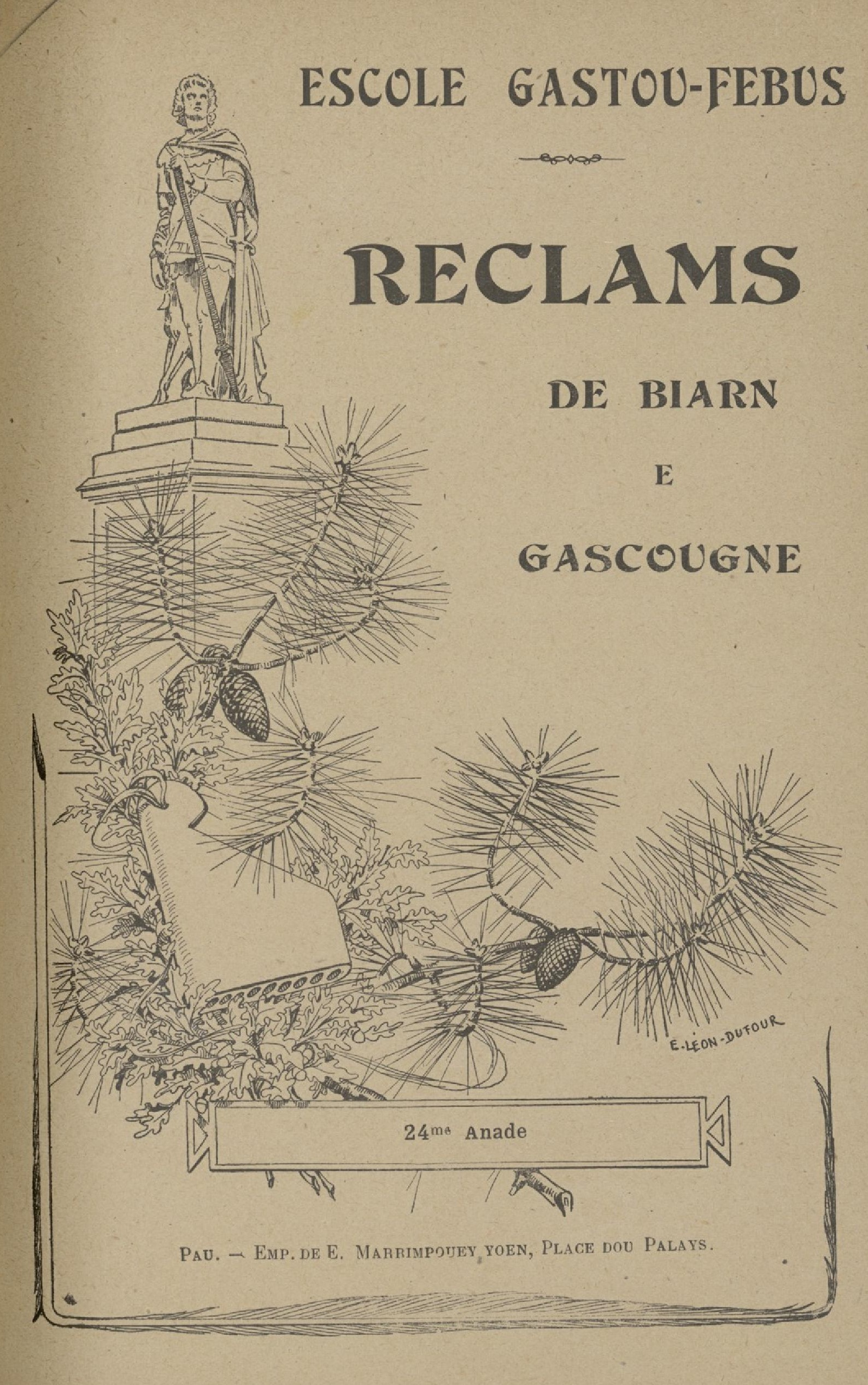
La revue littéraire Reclams de Biarn e Gascougne en 1920.

Les principales associations œuvrant pour la défense du béarnais développent une activité de maison d'édition, elles publient également des revues. Il s'agit notamment de la revue littéraire Reclams (anciennement Reclams de Biarn e Gascougne), créée aux débuts de l'Escole Gastoû Febus en 1897. Reclams est la plus ancienne revue littéraire des pays d'Oc. Per Noste édite la revue généraliste País Gascons, qui diffuse des textes littéraires, des poésies ou encore des chroniques thématiques. La Létre de l'Institut béarnais et gascon est publiée trimestriellement, elle présente des articles en français, en béarnais et dans les autres variétés de gascon sur des thèmes divers : linguistique, histoire, humour, patrimoine, ou poésie. En janvier 2019, l'Institut publie une version béarnaise du Petit Prince d'Antoine de Saint-Exupéry, sous le titre Lou Princetoû.
Plusieurs médias écrits diffusent des chroniques en béarnais. C'est le cas du quotidien La République des Pyrénées avec deux chroniques hebdomadaires, Vent de Castanha et Oéy en Biarn, l'Éclair des Pyrénées publie lui Causes de Nouste. Le département des Pyrénées-Atlantiques publie dans son magazine bimestriel deux chroniques en « béarnais, gascon, occitan ».
À la radio, France Bleu Béarn diffuse régulièrement des chroniques en béarnais, dont Les mots d'Oc. En 1983, Ràdio País est créée dans la lignée des radios libres, elle diffuse des contenus bilingues afin de « donner un espace public d'expression en béarnais, gascon, occitan ». Ràdio País travaille en collaboration avec Radio Oloron pour la production de son journal du matin. Radio Oloron est créée en 1982, elle diffuse également des programmes en béarnais. C'est également le cas de La Voix du Béarn (La Bouts de Nouste) qui diffuse ses programmes sur la bande FM en Béarn et sur internet.

## Phonologie

### Consonnes

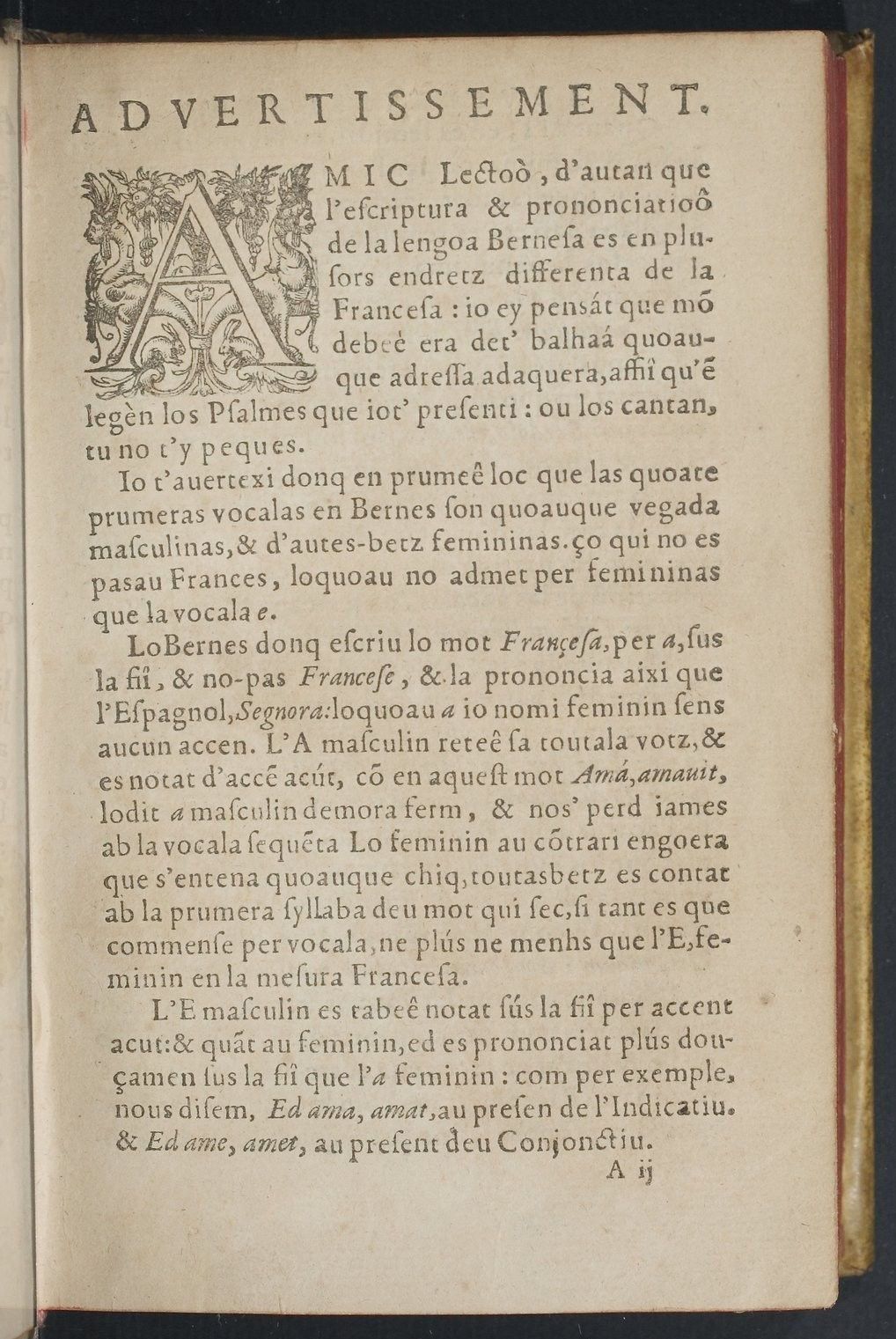
Arnaud de Salette explique la prononciation du béarnais dans ses Psaumes au XVIe siècle.

Les consonnes béarnaises présentent certaines caractéristiques par rapport au français, la lettre k n'existe pas notamment. Aussi, le h est toujours fortement aspiré, ou plus exactement soufflé (bouhàt), avec le son [h]. Le h joue un rôle « mouillant » associé à une autre consonne, comme lh ou th. Le h béarnais remplace le f étymologique latin, il s'agit d'une des caractéristiques les plus connues du béarnais/gascon dans l'ensemble roman. Le béarnais emploie le f dans sa valeur [f] pour des mots influencés par les langues voisines (français, languedocien, aragonais). Le son [v] n'existe également que dans des mots étrangers ou bien pour des mots récemment empruntés à la langue française, la lettre écrite v se prononce [β] comme en espagnol.
Le r béarnais se prononce roulé, en faisant vibrer la langue contre l'avant du palais près des alvéoles, il prend le son [r]. Les r finaux sont progressivement devenus muets dans presque tout le Midi, un processus accompli au moins depuis la deuxième moitié du XIVe siècle dans le bassin aquitain. Toutes les autres consonnes se prononcent fortement en fin de mot, hormis le n de Bearn/Biarn,qui est muet, et le c final, qui s'adoucit parfois. Les doubles consonnes s'entendent très nettement. En béarnais, le y est habituellement considéré comme une semi-consonne, selon la région, et se prononce [ j] ou [ ʒ]. Le x, qui se retrouve dans certains toponymes et dans des textes anciens, se prononce [ ʃ ], comme en basque.

### Voyelles
Les voyelles du béarnais sont issues du latin et sont donc proches du français, avec plusieurs différences de prononciation. Le -e- est généralement prononcé [e], et le -o- se prononce très ouvert [ɔ]. En fin de mot, la voyelle finale atone notée -a en latin se prononce de plusieurs façons assez différentes. Dans la région d'Orthez, elle se prononce [ə] mais ailleurs se prononce de manière neutre entre [œ], [o] ou plus rarement [a]. Simin Palay nomme cette voyelle atone finale « e béarnais ». Vastin Lespy nomme l'autre voyelle finale atone « e doucement fermé » qui se distingue nettement du « e béarnais » par sa prononciation [e]. Dans le cas d'une voyelle finale tonique, la prononciation est nasalisée. Les prononciations finales notées -in, -an, -en ou -un du français n'existent pas en béarnais, et le n est toujours prononcé.
Le béarnais utilise les diphtongues, comme le latin, l'espagnol et l'italien et contrairement au français (depuis le XVIe siècle au moins). Le -u- se prononce [y] seul en béarnais mais après une autre voyelle se prononce [u], avec l'accent tonique sur la première voyelle. Avant une autre voyelle, le -o- se prononce [w].
De plus, le béarnais comporte des accents toniques. La règle générale est que la consonne finale attire à elle l'accent tonique, hormis pour les mots finissant par une voyelle, un -s ou un -n à la troisième personne du pluriel, dont l'accent tonique se trouve sur l'avant-dernière syllabe. Lorsqu'un cas exceptionnel se présente, un accent écrit est ajouté à la voyelle tonique.

## Écriture

### Synthèse
Il n'existe pas de système d'écriture unique du béarnais qui soit unanimement approuvé et adopté. En l'absence de pouvoir politique propre au Béarn depuis la Révolution française, ou à l'équivalent d'une Académie française pour la langue française, la normalisation du béarnais repose sur des initiatives qui ne peuvent être imposées à l'ensemble. L'écriture du béarnais pose plusieurs problèmes, tout d'abord les différentes prononciations présentes en Béarn. Cette problématique se retrouve notamment pour la voyelle finale atone, dérivée du -a final latin, et qui se prononce [ə], [œ], [o] ou [a]. Cette voyelle ne doit également pas être confondue avec l'autre voyelle finale atone du béarnais prononcée [e]. Aussi, le béarnais écrit qui se développe à partir du milieu du XIIe siècle est assez éloigné du parler populaire, une situation qui se retrouve encore au XVIIIe siècle sous la plume de Cyprien Despourrins. La prononciation du béarnais évolue également au fil du temps, avec l'amuïssement du -r final dès la deuxième moitié du XIVe siècle, ou le passage du [o] en [u].
La première tentative de normalisation du béarnais apparaît dans la deuxième moitié du XIXe siècle avec Vastin Lespy. S'ensuivent de nombreuses autres propositions de solutions, avec deux propositions marquantes, au début du XXe siècle par l'Escole Gastoû Febus de Simin Palay, et dans les années 1950 par l'Institut d'études occitanes (I.E.O.) à la suite du travail de Louis Alibert. L'écriture du béarnais se partage désormais entre ces deux graphies, relevant du courant « moderne » pour la graphie de l'Escole Gastoû Febus et du courant « classique » pour la graphie de l'I.E.O.. Le courant « moderne » vise à représenter la langue parlée contemporaine en s'adaptant à l'environnement culturel des lecteurs, tandis que le courant « classique » privilégie la conservation des formes des temps passés en développant des codes permettant de les relier à la prononciation de la langue contemporaine. Vastin Lespy et l'Escole Gastoû Febus développent des graphies béarnaises — car basées sur l'ancienne scripta béarnaise — la première relevant du courant classique, l'autre du courant moderne. L'I.E.O. développe elle une graphie classique occitane, basée sur la scripta toulousaine et centrée sur le languedocien, puis appliquée au gascon/béarnais dans une visée éducative/scientifique.
| Époques                                               | [œ] posttonnique | [u] | [we] | [ j] postnucléaire | [ ʃ ] | [ t͡ʃ ] | [ ɲ] | -r final amuï |
| ----------------------------------------------------- | ---------------- | --- | ---- | ------------------ | ----- | ------ | ---- | ------------- |
| Scripta béarnaise (Moyen Âge)                         | e, a             | ou  | oe   | y                  | x, ch |        |      |               |
| Arnaud de Salette, Psaumes (1568-1571)                | a (e)            | ou  | oe   | y                  | (i)x  |        | gn   | Ø             |
| Du XVIe siècle au XIXe siècle                         | e (o)            | ou  | oe   | y                  | ch    |        | gn   | Ø             |
| Vastin Lespy, grammaire (1858) et dictionnaire (1887) | e                | ou  | oe   | y                  | x, ch | tch    | gn   | Ø             |
| Escole Gastoû Febus (1900-1905)                       | e                | ou  | oe   | y                  | ch    | tch    | gn   | Ø             |
| Jean Bouzet, grammaire (1928)                         | a                | ou  | oe   | y                  | ch    | tch    | gn   | Ø             |
| I.E.O., Louis Alibert (1952)                          | a                | o   | ue   | i                  | sh    | ch     | nh   | r             |

### Scriptabéarnaise
À partir du milieu du XIIIe siècle et jusqu'au XVe siècle, une scripta béarnaise se forme dans les écrits juridiques et administratifs du Béarn. Cette écriture s'étend à d'autres territoires basques et gascons. Si cette écriture se rapproche de la scripta toulousaine des troubadours, elle se différencie par plusieurs éléments : une confusion fréquente du v et du b pour le son [β], l'utilisation du x pour le son [ ʃ ], des digrammes aa, ee, ii, oo, uu en position finale tonique et du -e pour marquer la voyelle finale atone. Au XVIe siècle, Arnaud de Salette introduit plusieurs nouveautés dans sa traduction des Psaumes. Il remplace le -e final atone de la scripta béarnaise par un -a, indiquant ici une prononciation [a]. Dans ce sens, Arnaud de Salette fait figure de réaliste, s'inscrivant donc dans le courant « moderne ». Il adapte sa graphie au parler populaire, afin de favoriser la diffusion de la religion réformée aux Béarnais. Dans ce sens, il note h le son [h] aspiré, alors que la tradition conservait encore le f étymologique. Arnaud de Salette utilise également gn pour le son [ ɲ], garde le o pour le son [o] et le ou pour le son [u], il n'écrit pas les consonnes finales devenues amuïes, dont le -r. Il tranche enfin pour l'écriture v du son [β], souhaitant par là se « conformer à l'usage commun », la question étant de savoir si cet usage commun se rapporte à la scripta toulousaine ou plutôt au français.

### Graphie de Vastin Lespy

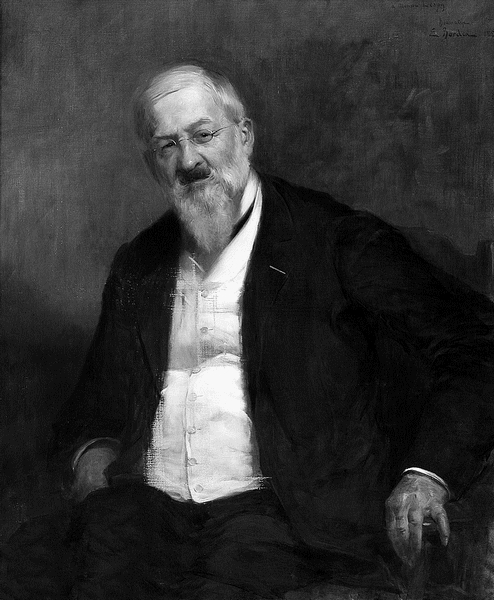
Vastin Lespy, auteur du premier dictionnaire béarnais.

Né à Pau en 1817, Vastin Lespy fait carrière comme professeur de lettres, à Vic-en-Bigorre puis surtout au lycée de Pau. Il a pour collègue Adolphe Mazure, qui publie en 1841 une édition des Fors de Béarn avec Jean-Auguste Hatoulet. Cette nouvelle édition des fors joue sans doute un rôle essentiel dans l'itinéraire de Vastin Lespy vers la réhabilitation de la langue béarnaise. En 1858, il publie la première Grammaire béarnaise, sur la base des fors et d'autres textes anciens. La même année, le Parisien Paul Raymond prend la direction des archives départementales des Basses-Pyrénées. Devenus amis, Vastin Lespy et Paul Raymond publient, seuls ou ensemble, de nombreux textes anciens d'intérêt majeur pour l'histoire du Béarn et de sa langue. Ce travail permet à Vastin Lespy de publier en 1887 le premier Dictionnaire béarnais ancien et moderne, Paul Raymond étant décédé en 1878.
Vastin Lespy s'inscrit dans un mouvement général de redécouverte des langues du Midi de la France, comme Simon-Jude Honnorat en 1846 et Frédéric Mistral en 1879 pour le provençal, ou l'abbé Vayssier dans son Dictionnaire patois-français du département de l'Aveyron en 1870. La graphie développée à partir de 1858 s'attache à réhabiliter l'écriture de la langue béarnaise avant son envahissement par les conventions françaises d'écriture. Par les exemples tirés des textes anciens, Vastin Lespy représente le béarnais historique du XIIIe siècle au XVe siècle, en gommant l'anarchie constatée de l'écriture du béarnais chez ses contemporains. Vastin Lespy reprend les usages anciens, sans y apporter beaucoup de modifications. Il garde donc les doubles voyelles finales ainsi que le -e final sans distinguer la prononciation [e], ou selon le lieu [œ], [o] ou [a]. La seule évolution qu'il concède est de noter ou le son devenu [u]. Dans sa volonté de retranscrire la graphie authentique du béarnais, Vastin Lespy s'inscrit dans le courant « classique », même s'il concède des évolutions modernes comme le ou. La graphie développée par Vastin Lespy est utilisée par les écrivains de l'époque 1860-1900, elle n'est cependant jamais suivie parfaitement à la lettre.

### Graphie de l'Escole Gastoû Febus

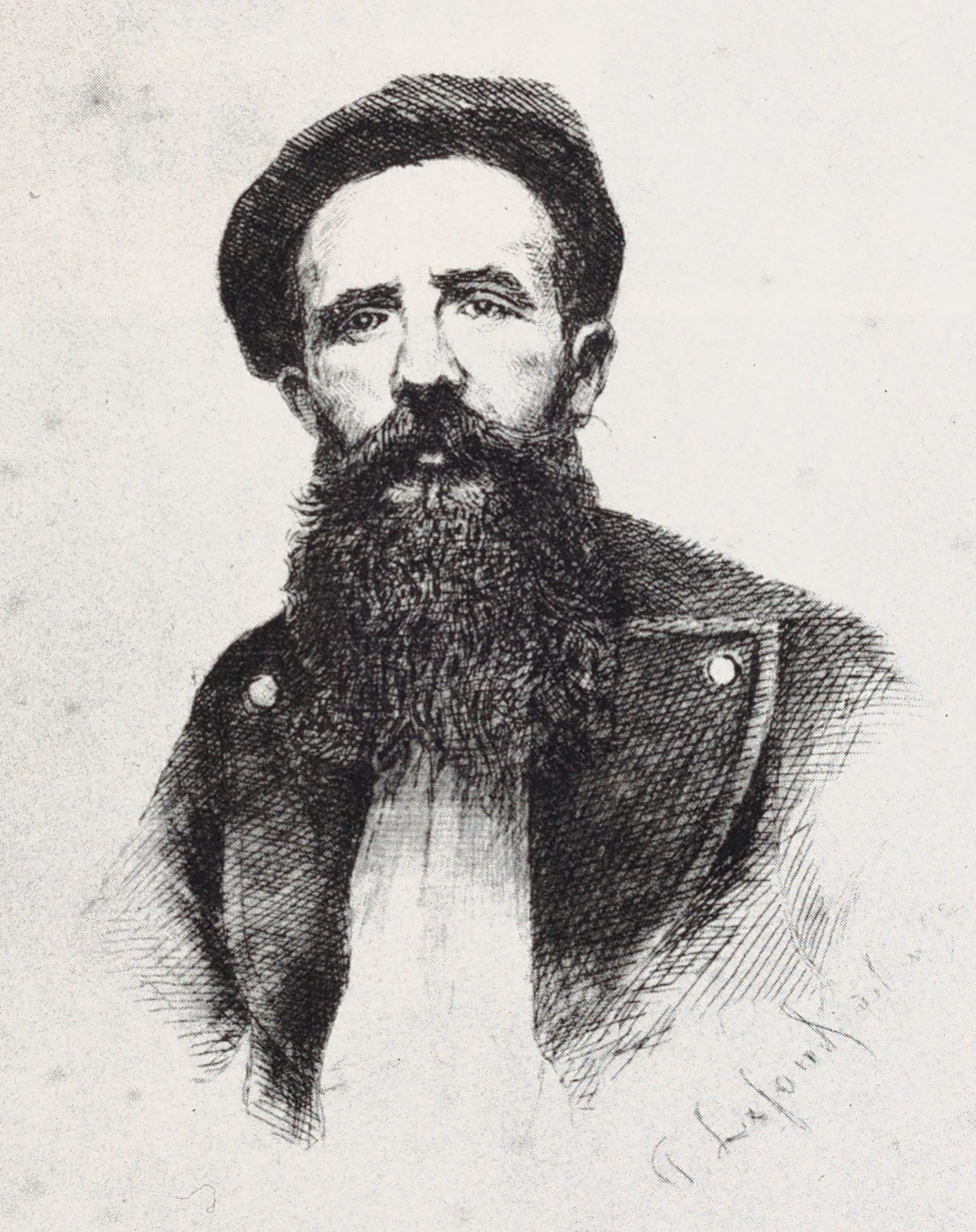
Simin Palay, auteur du Dictionnaire du béarnais et du gascon modernes en 1932.

Fondé en 1854 autour de Frédéric Mistral, le Félibrige œuvre dans un but de sauvegarde et de promotion de la langue, de la culture et de tout ce qui constitue l'identité des pays de langue d'oc. Des écoles félibréennes apparaissent peu à peu dans le domaine d'oc, dont en territoire gascon et béarnais à la fin du XIXe siècle. L'Escole Gastoû Febus (E.G.F.) naît en 1896 sous l'impulsion du Béarnais Simin Palay et du Bigourdan Michel Camélat. Vastin Lespy adhère lui aussi au mouvement du Félibrige, mais reste relativement en marge de l'institution. Quelques mois après son décès en février 1897, la question de la graphie du béarnais et du gascon est abordée dans la revue de l'E.G.F., Reclams. Plusieurs points de désaccord sont identifiés, notamment la persistance de h devenus muets, ou encore l'utilisation du x pour exprimer le son [ ʃ ]. Sous l'égide du linguiste Édouard Bourciez de l'Université de Bordeaux, membre de l'Escole, les « Règles orthographiques du béarnais moderne » sont publiées dans la revue Reclams du 4 avril 1900. Ces règles visent une rupture avec la graphie de Vastin Lespy, dans le but de mieux refléter la prononciation actuelle de la langue, mais aussi de simplifier et clarifier son écriture. Parmi les principales nouveautés introduites, il se trouve l'abandon des doubles voyelles finales — la légère nasalisation étant marquée par un accent circonflexe — le remplacement du ix ou x par ch pour le son [ ʃ ], la généralisation du gn pour [ ɲ] au lieu de gn et nh, ou encore l'adoption du -th pour le t mouillé.
En 1905, l'Escole apporte de légères modifications à sa graphie de 1900. Elle publie en 1906 dans Reclams les « Règles orthographiques du gascon moderne », avec l'abandon du h muet comme au verbe abé (avoir) et l'acceptation du -o final féminin à la place du -e dans certaines régions de l'est gascon influencées par le parler agenais ou toulousain. La graphie héritée des travaux de 1900 et 1905 présente deux faiblesses majeures, l'ambigüité du -e final atone et celle résultant de la notation -n qu'elle soit vélaire ou dentale. Capdau de l'Escole depuis 1923, Simin Palay applique la graphie moderne dans son fameux Dictionnaire du béarnais et du gascon modernes publié en 1932. Il apporte notamment une nouveauté à la graphie développée, avec la distinction du -e atone prononcé [e] et du -e atone « féminin » prononcé [œ], [o] ou [a] selon la région. Le -e prononcé [e] devient alors -ẹ. La graphie moderne développée par l'Escole Gastoû Febus est celle utilisée par tous les auteurs béarnais et gascons durant les soixante premières années du XXe siècle. Avec la diffusion de la graphie classique dans l'enseignement, la graphie moderne continue d'être utilisée notamment par des locuteurs naturels du béarnais, dans des œuvres littéraires, dans la presse quotidienne régionale, dans le nom d'associations ou de commerces.

### Graphie classique (modernisée)

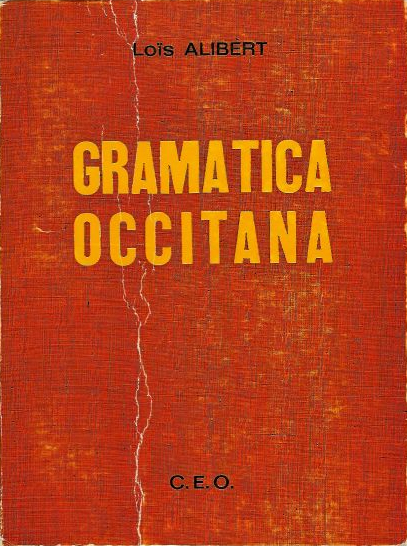
La Gramatica occitana selon les parlers languedociens par Louis Alibert, référence de la « réforme occitane ».

Lui aussi membre de l'Escole Gastoû Febus, Jean Bouzet publie en 1928 un « Manuel de grammaire béarnaise ». Il fait figure de lien entre la graphie moderne de l'Escole et la future graphie classique occitane. Dans son manuel, Jean Bouzet fait le choix de noter -a la finale atone au lieu de -e. Ce choix peut en partie s'expliquer par l'origine de Jean Bouzet, qui vient de Pontacq, l'une des rares zones béarnaises ayant conservé la prononciation [a] de cette voyelle finale. Aussi, Jean Bouzet s'ouvre au courant classique occitan, né vers 1880 à Toulouse. Le mouvement classique occitan aboutit à la création de l'Institut d'études occitanes (I.E.O.) en 1945, il vise notamment à promouvoir l'œuvre de Louis Alibert, auteur de « Gramatica occitana » en 1935-1937. Cet ouvrage fait office de référence pour les partisans de la « réforme occitane » qui visent à retrouver la langue des troubadours, ou scripta toulousaine. En prévision de l'entrée en vigueur de la loi Deixonne sur l'enseignement des langues régionales en 1951, l'I.E.O. publie en 1950 un texte court pour encadrer l'enseignement de la langue d'oc. Ce texte est nommé « La réforme linguistique occitane et l'enseignement de la langue d'oc ». Le texte n'est pas signé mais est rédigé par Louis Alibert, frappé d'indignité nationale à la fin de la Seconde Guerre mondiale. Comme pour sa « Gramatica occitana », le texte traite exclusivement du languedocien.
Le même Louis Alibert assure la rédaction d'une adaptation de ces règles pour le gascon en 1951, un document publié en 1952 sous le titre « L'application de la réforme linguistique occitane au gascon ». Spécialiste du languedocien, Louis Alibert prend conseil auprès de Jean Bouzet et son élève Pierre Bec pour réaliser cette adaptation au gascon. Les règles orthographiques développées aboutissent à noter la finale atone -a, qui prend principalement la valeur [œ] ou [o] en Béarn, à écrire les consonnes finales devenues amuïes, ou encore à noter o le son devenu [u]. L'association Per Noste joue un rôle majeur dans la diffusion de la « réforme occitane » en Béarn. Créée en 1960 sous le nom Per Nouste par Roger Lapassade, l'association publie de nombreux ouvrages, notamment pédagogiques en faveur de la graphie occitane. Parmi ces documents pédagogiques, les règles développées par Louis Alibert sont reprises et affinées dans une brochure de Robert Darrigrand en 1969, Michel Grosclaude publie lui en 1984 un « Petit dictionnaire français-occitan » pour ce qu'il nomme « l'occitan du Béarn ». La graphie occitane est ensuite utilisée dans la « Grammaire béarnaise » d'André Hourcade en 1986, un béarnophone naturel qui vise à obtenir une graphie respectueuse de l'authenticité de la langue béarnaise. La graphie, classique ou occitane, développée initialement par l'I.E.O. est notamment la seule utilisée par l'Éducation nationale ainsi que le réseau des Calandretas en Béarn.

### Équivalence des systèmes d'écriture
| Phonème                | Exemple en français | Graphie Lespy (Béarnais ancien) | Graphie fébusienne | Graphie classique | Prononciation béarnaise |
| ---------------------- | ------------------- | ------------------------------- | ------------------ | ----------------- | ----------------------- |
| [β]                    | Vache               | Baque (Baca)                    | Baque              | Vaca              | [βˈakœ] ou [βˈako]      |
| [ ʃ ]                  | Sorcier             | Broux (Broig)                   | Brouch             | Broish            | [bruʃ ]                 |
| [ j] postnucléaire     | Père                | Pay (Payre)                     | Pay                | Pair              | [paj]                   |
| [ ɲ]                   | Pousser             | Hougna                          | Hougnà             | Honhar            | [huɲˈa]                 |
| [œ] ou [o] final atone | Fille               | Hilhe (Filhe)                   | Hilhe              | Hilha             | [hˈijœ] ou [hˈijo]      |
| [u]                    | Fleur               | Flou (Floo)                     | Flou               | Flor              | [flu]                   |
| [we]                   | Feu                 | Hoec (Foec)                     | Hoéc               | Huec              | [hwɛk]                  |
| -n final amuï          | Pain                | Paa (Pan)                       | Pâ                 | Pan               | [pã]                    |
| -r final amuï          | Chanter             | Canta (Cantar)                  | Cantà              | Cantar            | [kãntˈa]                |

## Grammaire

### Déterminants, pronoms et prépositions

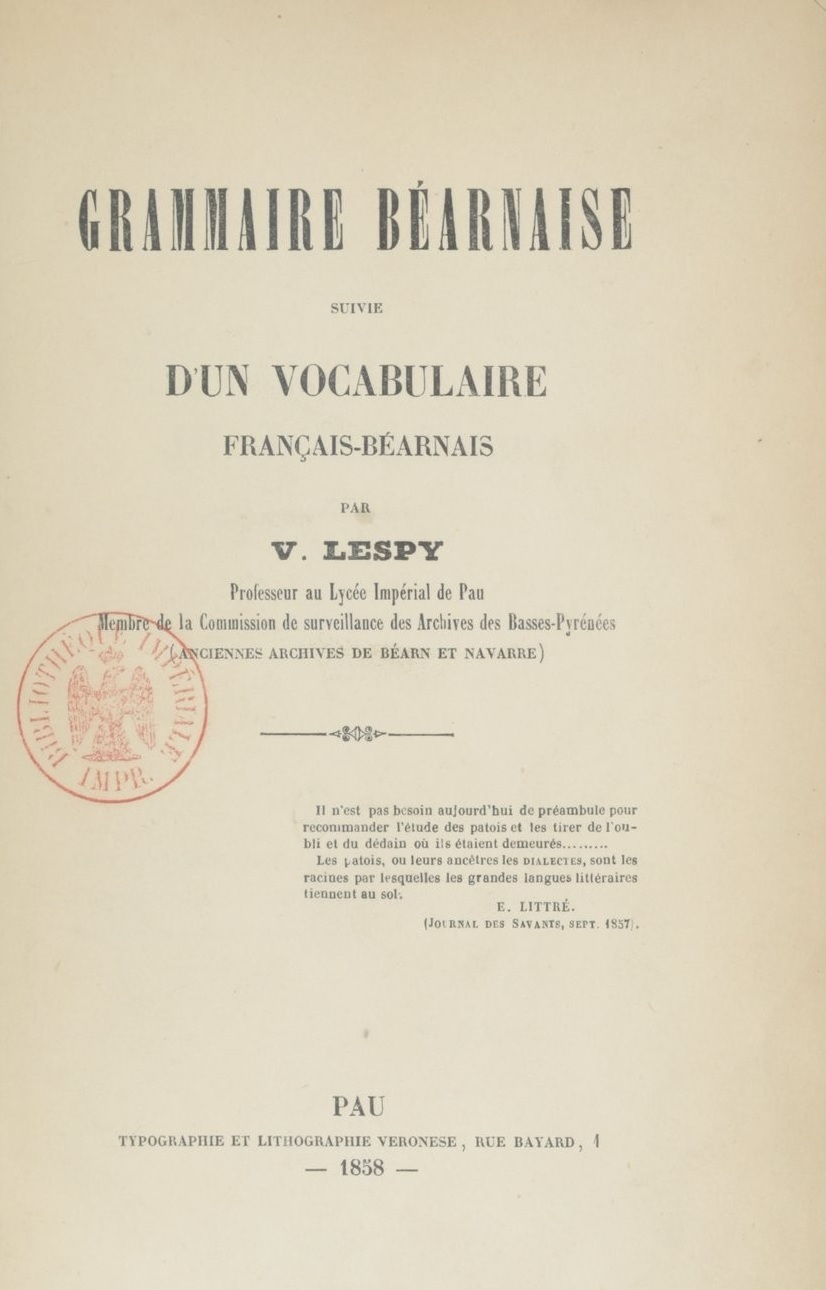
La Grammaire béarnaise de Vastin Lespy.

Parmi les déterminants, les articles définis du béarnais sont : lo/lou, la, los/lous, las, un/û, ua/ûe. Dans les Pyrénées béarnaises et dans le piémont — hormis la vallée d'Ossau — les articles définis ne sont pas lo(s)/lou(s) et la(s), mais et(s), era(s). Les articles français « du », « des » et « de la » se traduisent en béarnais par l'article zéro. On dit que son/soun guits pour « ce sont des canards ». L'article défini est bien souvent mis devant les prénoms en Béarn, lo/lou Joan/Yan e la Catarina/Cataline pour « Jean et Catherine ». Il arrive aussi de le mettre avant le nom de famille. Autres déterminants, les adjectifs démonstratifs français ce, cette, cet ou ces se traduisent par aqueste(s)/aquestẹ(s), aquesta/aqueste(s) pour un objet proche ; aqueth, aquera/aquére pour un objet plus éloigné et aceth(s), acera/acére pour un objet très éloigné,. En béarnais, les pronoms possessifs et les adjectifs possessifs sont les mêmes. Sauf exception, l'adjectif possessif est donc toujours accompagné de l'article défini lo(s)/lous, la(s), comme dans Qu'ei/éy la mia/mîe clau pour « C'est ma clef ».
En béarnais, comme en espagnol, italien ou portugais, la terminaison du verbe permet de différencier les personnes. Le pronom personnel sujet n'est utilisé que pour insister : « Jo/You, que soy/souy biarnés » pour « Moi, je suis Béarnais ». Quand aucune particule verbale — comme l'énonciatif que — n'attire le pronom personnel complément, celui-ci s'attache à la fin du verbe à l'infinitif : Que-m apèri Jausèp/Yausèp (« Je m'appelle Joseph ») et Nou boulerén pas coucha-s tar (« Ils ne voudraient pas se coucher tard »). Les pronoms personnels réfléchis béarnais sont assyllabiques, ils sont la plupart du temps rattachés à la particule verbale ou au mot grammatical qui la remplace. Ils deviennent syllabiques placés entre deux consonnes : Que-p labat sovent/soubén (« Vous vous lavez souvent ») et Quoan pe labat… (« Quand vous vous lavez… »). Les pronoms relatifs français « que » et « qui » se traduisent tous les deux par qui en béarnais.
Les prépositions et l'article lo/lou se contractent souvent, parfois de manière obligatoire. La préposition à donne toujours au(s), de donne dou(s) et ta(s) ou enta(s) (« pour ») donne tau(s) ou entau(s). De manière facultative, la préposition per (« par ») donne p'ou(s) et sus donne s'ou(s). Exemple : Qu'ei/éy partit (en)tau vilatge/bilàdyẹ (« Il est parti pour le village »). L'opposition du béarnais per/(en)ta ne se superpose pas exactement sur l'opposition française « par/pour ». Le « pour » français se traduit par (en)ta pour exprimer un but, une destination, mais par per pour une valeur d'échange. Que partéchi (en)ta Pau (« Je pars pour Pau »), N'ei/ey pas per arren/arré (« Ce n'est pas pour rien »).
|                    |           |           | pronom personnel           | pronom personnel | pronom personnel | pronom personnel | pronom possessif                                                                            |
| sujet              | réfléchi  | COD       | COI                        |                  |                  |                  | pronom possessif                                                                            |
| ------------------ | --------- | --------- | -------------------------- | ---------------- | ---------------- | ---------------- | ------------------------------------------------------------------------------------------- |
| première personne  | singulier | singulier | jo you/jou                 | me/-m            | me/-m            | me/-m            | lo men, la mia, los mens, las mias lou mê, la miê, lous mês, las miês                       |
| première personne  | pluriel   | pluriel   | nosautes nousauts          | nse/-ns          | nse/-ns          | nse/-ns          | lo noste, la nosta, los nostes, las nostas lou noustẹ, la noustẹ, lous noustẹs, las noustẹs |
| deuxième personne  | singulier | singulier | tu                         | te/-t            | te/-t            | te/-t            | lo ton, la toa, los tons, las toas lou toû, la toûe, lous toûs, las toûes                   |
| deuxième personne  | pluriel   | pluriel   | vos/vosautes bous/bousauts | pe/-p            | pe/-p            | pe/-p            | lo vòste, la vòsta, los vòstes, las vòstas lou bostẹ, la bostẹ, lous bostẹs, las bostẹs     |
| troisième personne | singulier | masculin  | eth                        | se/-s            | lou/'ou/-u       | lou/'ou/-u       | lo son, la soa, los sons, las soas lou soû, la soûe, lous soûs, las soûes                   |
| troisième personne | singulier | féminin   | era ére                    | se/-s            | la/-lè/-la       | lou/'ou/-u       | lo son, la soa, los sons, las soas lou soû, la soûe, lous soûs, las soûes                   |
| troisième personne | pluriel   | masculin  | eths                       | se/-s            | lous/'ous/-us    | lous/'ous/-us    | lo lor, la lor, los lors, las lors lou lou, la loue, lous lous, las loues                   |
| troisième personne | pluriel   | féminin   | eras éres                  | se/-s            | las/-lès/-les    | lous/'ous/-us    | lo lor, la lor, los lors, las lors lou lou, la loue, lous lous, las loues                   |

### Genre et nombre
Comme en français, les mots en béarnais peuvent être féminins, masculins, singuliers ou pluriels. Le genre des mots en béarnais et en français sont généralement les mêmes, avec toutefois quelques exceptions. Parmi les mots féminins en français, mais masculins en béarnais, on retrouve par exemple lo/lou hum (la fumée), lo/lou grèish/grèch (la graisse), un/û ahar/aha (une affaire) ou lo/lou deute/déutẹ (la dette). À l'inverse, parmi les mots masculins en français, mais féminins en béarnais, on trouve la sau (le sel), la sang/sanc (le sang), la lèit/lèyt (le lait), la sèrp (le serpent) ou ua/ûe ungla/ungle (un ongle). La marque du féminin en béarnais se fait généralement par l'ajout, suivant la graphie, d'un a ou e final atone, prononcé principalement [œ] ou [o], hilh (fils) devient hilha/hilhe (fille). Certains mots terminant par une consonne au masculin peuvent changer au féminin, notamment avec un -t final qui devient -da/-de, comme pour cantat (chanté) en cantada/cantade (chantée). Le pluriel se forme comme en français avec l'ajout d'un -s final, prononcé en béarnais. Les mots déjà terminés par -s restent invariables en nombre.

### Conjugaison
L'une des particularités de la conjugaison béarnaise est de toujours utiliser une particule verbale avant le verbe conjugué, une particule qualifiée d'« énonciative ». Le pronom personnel sujet ne sert qu'à insister, ce sont les terminaisons des verbes qui indiquent le sujet. L'énonciatif prend différentes formes suivant la nature de la phrase. Dans une forme affirmative, l'énonciatif est que ou qu' : Que parli (Je parle) ou Qu'ei/éy uros/urous (Il est heureux). Dans le cas d'une phrase interrogative, l'énonciatif est e : E tornes/tournes doman/doumâ ? (Reviens-tu demain ?). La particule e s'utilise également pour une subordonnée relative, dans laquelle le verbe est séparé du subordonnant par un nom ou groupe nominal : Quoan lous besîs e ban tau marcat, qu'at sabém (Quand les voisins vont au marché, nous le savons). Pour une phrase exclamative, l'énonciatif be ou b' est utilisé : Be hé calor/calou uei/oéy ! (Il fait chaud aujourd'hui !). Dans une proposition incise, l'énonciatif est ce ou c' : Qu'éy trop coumplicat, c'espliquè lou reyén (C'est trop compliqué, explique l'instituteur). Enfin, une phrase négative utilise l'énonciatif ne/nou ou n' : Nou/ne pàrli pas (Je ne parle pas). L'énonciatif n'est pas utilisé dans deux cas, à l'impératif notamment : Minye e care-t ! (Mange et tais-toi !). L'énonciatif est aussi remplacé par toutes les conjonctions et pronoms qui introduisent une proposition subordonnée ou des mots interrogatifs : Quan/Quoan vas/bas ta Pau (Quand tu vas à Pau) ou Quin te va/ba ? (Comment vas-tu ?).
Le verbe béarnais se classe selon trois groupes. Le premier groupe se compose des verbes en -ar/a — comme cantar/canta (chanter) — le deuxième groupe intègre les verbes en -er/-ẹ — comme véner/benẹ (vendre) — et le troisième groupe les verbes en -ir/-i. Ce dernier groupe se divise en deux sous-groupes, les verbes du type 1 comme dromir/droumi qui donne Que dromi/droùmi (Je dors), et les verbes du type 2 comme bastir/basti qui donne Que basteishi/bastéchi (Je bâtis). Les deux types du troisième groupe diffèrent aux présents de l'indicatif et du subjonctif, ainsi qu'à l'impératif. Les verbes du type 2, comme bastir/basti, sont de très loin les plus nombreux en béarnais. Le béarnais se caractérise par l'utilisation courante du passé simple à l'oral, contrairement au français qui utilise surtout ce temps à l'écrit désormais, une remarque qui peut aussi s'appliquer pour le subjonctif imparfait. Le béarnais, ainsi qu'une partie du gascon, utilise un temps spécifique nommé « futur du passé ». Ce temps s'utilise pour exprimer le futur dans des subordonnées conjonctives ou interrogatives indirectes, après un verbe dans un temps passé : Que sabi que ne-u benoùres pas (Je savais que tu ne le vendrais pas). Pour pratiquement tous les verbes, à tous les temps et tous les modes, les désinences du béarnais sont -i/-y (je), -s (tu), # (il/elle), -m (nous), -t (vous) et -n (ils/elles). À noter que la deuxième personne du pluriel peut se prononcer localement tz/ts, Que serat ou Que seratz/serats (Vous serez).
| Verbe                                | indicatif présent | imparfait | passé simple                                                                                                   | futur | conditionnel | participe passé |
| ------------------------------------ | --- | --- | --- | --- | --- | --------------- |
| Groupe 1 : estar/esta (être)         | Que soi/souy Qu'ès Qu'ei/éy Qu'èm Qu'èt Que son/soun                                                                                      | Qu'èri Qu'èras/ères Qu'èra/ère Qu'èram/èrem Qu'èrat/èret Qu'èran/èren                                                                 | Qu'estoi/estouy Qu'estós/estous Qu'estó/estou Qu'estom/estoum Qu'estot/estout Qu'estón/estoun                  | Que serèi/serèy Que seras Que sera Que seram Que serat Que seran                                                                       | Que serí/seri Que serés Que seré Que serem Que serét Que serén                                                                        | estat           |
| Groupe 2 : aver/abé (avoir)          | Qu'èi/èy Qu'as Qu'a Qu'avem/abém Qu'avet/abet Qu'an                                                                                       | Qu'aví/abi Qu'avès/abès Qu'avè/abè Qu'avèm/abèm Qu'avèt/abèt Qu'avèn/abèn                                                             | Qu'avoi/abouy Qu'avós/abous Qu'avó/abou Qu'avom/aboum Qu'avot/about Qu'avón/aboun                              | Qu'aurèi/aberéy Qu'auràs/aberas Qu'aurà/abera Qu'auram/aberam Qu'aurat/aberat Qu'auràn/aberan                                          | Qu'aurí/aberi Qu'aurés/aberés Qu'auré/aberé Qu'aurem/aberém Qu'auret/aberét Qu'aurén/aberén                                           | avut/abut       |
| Groupe 3-1 : dromir/ droumi (dormir) | Que dromi/droùmi Que dromes/droùmẹ Que drom/droum Que dromim/droumim Que dromit/droumit Que dromen/droùmẹn                                | Que dromivi/droumibi Que dromivas/droumibes Que dromiva/droumibe Que dromívam/droumibem Que dromívat/droumibet Que dromivan/droumiben | Que dromii/droumi Que dromís/droumis Que dromí/droumi Que dromim/droumim Que dromit/droumit Que dromín/droumin | Que dromirèi/droumirèy Que dromiràs/droumiras Que dromirà/droumira Que dromiram/droumiram Que dromirat/droumiat Que dromiràn/droumiran | Que dromirí/droumiri Que dromirés/droumirés Que dromiré/droumiré Que dromirem/droumirém Que dromiret/droumirét Que dromirén/droumirén | dromit/ droumit |
| Groupe 3-2 : bastir/basti (bâtir)    | Que basteishi/bastéchi Que basteishes/bastéchẹs Que basteish/bastéch Que basteishem/bastim Que basteishet/bastit Que basteishen/bastéchẹn | Que bastivi/bastibi Que bastivas/bastibes Que bastiva/bastibe Que bastívam/bastibem Que bastívat/bastibet Que bastivan/bastiben       | Que bastii/basti Que bastís Que bastí Que bastim Que bastit Que bastín                                         | Que bastirèi/bastirèy Que bastiràs Que bastirà Que bastiram Que bastirat Que bastiràn                                                  | Que bastiri Que bastirés Que bastiré Que bastirém Que bastirét Que bastirén                                                           | bastit          |

## Lexique

### Vocabulaire typique

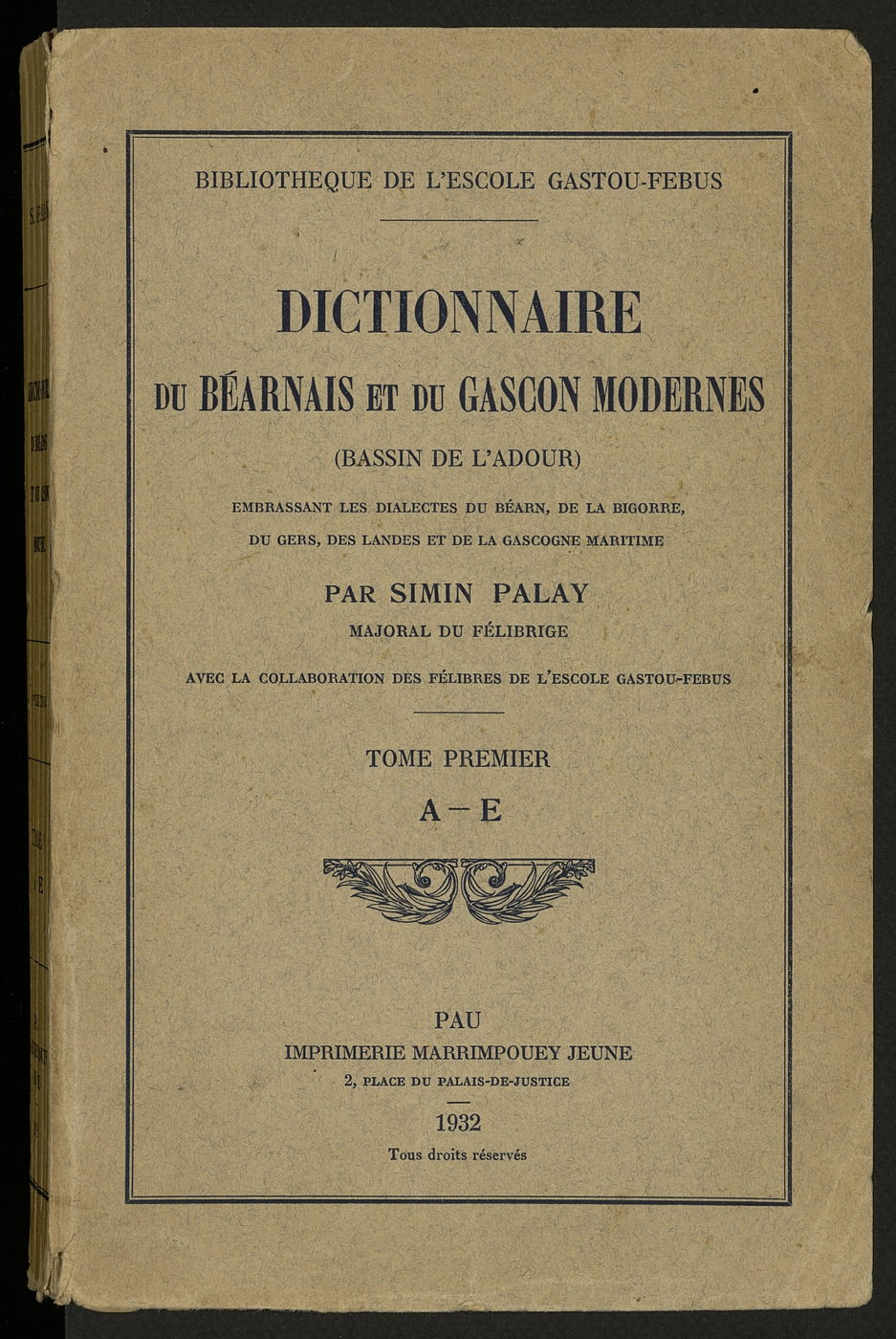
Le dictionnaire de Simin Palay met en avant la richesse du lexique béarnais.

Le béarnais possède peu de vocabulaire typique vis-à-vis du gascon. Un mot comme dia/die (jour) oppose nettement les parlers béarnais des parlers landais ou gersois, ces derniers employant le terme jorn. Le mot dia/die est, néanmoins utilisé en Bigorre, ainsi qu'en haut Comminges et dans le Couserans. L'utilisation du mot hèra/hère (très, beaucoup) coïncide assez exactement avec les limites du Béarn, Vastin Lespy note qu'il se rapproche du mot latin fere. Dans son dictionnaire, Simin Palay note plusieurs termes propres au Béarn avec l'abréviation « B. ». Parmi ces mots, on retrouve abstiénẹ-s (s'abstenir), arredi (refroidir), angous (lieu marécageux), detiéne (détenir), enlugarnà (aveugler), lechà (laisser), ret (froid) ou séns (sans). Dans son étude sur le gascon et le béarnais, le linguiste allemand Gerhard Rohlfs trouve une « quantité considérable » de mots limitée à cette seule région de l'ancienne Aquitania, des mots qui ne se retrouvent nulle part ailleurs en France ou dans la péninsule ibérique. Ces mots typiques sont pour partie issus de mots latins de caractère très archaïque. Ils ont aussi des origines non-élucidées, certainement prélatines, et servent à désigner des choses locales.
Exemples de termes propre au béarnais/gascon et utilisés en Béarn :
- auroungle (hirondelle)
- arrounçà (rassembler un troupeau)
- biaròs (espèce de traîneau)
- cap de cang (tête de veau)
- couhèt (dépourvu de cornes)
- grouhoulh (crachat)
- hàli (milan)
- hère (beaucoup)
- hourrà (aboyer)
- parsâ (district, quartier)
- tiste (panier)
- toure (buse)

### Origines préromanes
Avec la conquête romaine de l'Aquitania, le latin vulgaire s'installe d'abord dans les villes, tandis qu'à la campagne et dans les montagnes les paysans et bergers continuent d'utiliser la langue de leurs ancêtres. La langue aquitaine, proto-basque, bénéficie d'une résistance prolongée à la romanisation dans l'extrême sud-ouest de l'Aquitania et dans les hautes vallées pyrénéennes. Les langues basque et latine vivent l'une à côté de l'autre pendant des siècles dans une longue symbiose. La langue ancienne n'est pas abandonnée brusquement dans les régions latinisées comme le Béarn, un état de bilinguisme prolongé s'opère. Les deux langues n'ont pas de frontière géographique, mais plutôt une frontière sociale, avec l'adoption progressive des formes latinisées des villes vers les villages puis les hameaux isolés montagnards. Si le latin finit par s'imposer en Béarn, sa victoire n'est jamais totale. Les Béarnais continuent d'utiliser de nombreux mots dans leur langue ancienne, notamment pour exprimer des éléments uniquement familiers des gens de la campagne ou des montagnes. Le latin vulgaire vient d'un peuple des plaines, vivant sous un climat très différent de celui des Pyrénées. Les termes préromans utilisés dans le béarnais sont donc essentiellement liés à des noms de plantes et d'animaux indigènes, à des termes pastoraux et à la configuration du terrain. Certains mots se retrouvent également dans l'aragonais ou le catalan, permettant de parler d'un « véritable vocabulaire pyrénéen ». Outre de nombreuses racines basques, le béarnais préroman comporte également des formes celtiques (dont gauloises), hispaniques, voire germaniques.
Exemples de termes d'origine préromane :
- ambùro (asphodèle, basque : anbula)
- artigo (terre défrichée, basque : arteaga)
- auròst (chant funèbre, basque : auri)
- bedoùy (serpe à long manche, gaulois : vidubium)
- chichercle (grésil, basque : txitxet)
- chimourri-s (se rider, basque : tximur)
- chichoûs (graisserons, basque : txintxar)
- chingarre (tranche de lard, basque : txingar)
- lurt (avalanche, basque : lurte)
- masculèndo (femme souffrante, basque : makal)
- masoùrrou (taciturne, basque : mantzur)
- rechén (porceau sevré, germain : friskinga)
- soùrrou (avare, basque : xur)

À côté de ces survivances préromanes, le béarnais utilise des calques linguistiques rappelant ses racines. Une partie du Béarn utilise, par exemple, le terme daune-bère (belle dame) pour désigner une belette. Une appellation inconnue en France, mais utilisée en basque ander-eder, qui signifie « belle dame » également.

### Origines romanes
Avec la romanisation croissante du Béarn, le béarnais prend la majeure partie de son lexique du latin populaire, ou vulgaire. Si le français et l'italien se rapprochent sur de nombreux points lexicaux, les langues ibéro-romanes se distinguent par une tradition lexicale très conservatrice. La chaîne des Pyrénées ne constitue pas une frontière en matière linguistique, le béarnais et le gascon contiennent ainsi un significatif apport ibéro-roman. Plus récemment, le béarnais puise dans l'espagnol plusieurs éléments de son vocabulaire. Ces concordances sont le fruit des étroits rapports sociaux, commerciaux et politiques qui unissent le Béarn et le versant sud des Pyrénées depuis le Moyen Âge. Les populations pastorales des hautes vallées jouent un rôle dans cette interconnexion, tout comme les contrebandiers.
Exemples de termes d'origine ibéro-romane ou espagnole :
- arròco (quenouille, ibéro-roman : colus)
- balhuàco (folle avoine, espagnol : balluaca)
- chic (petit, ibéro-roman : chico)
- clamà (appeler, ibéro-roman : llamar)
- i (aller, ibéro-roman : ir)
- ju (joug, ibéro-roman : jugu)
- lichoû (goret, espagnol : lechón)
- mastajoû (framboise, ibéro-roman : mustum)
- moùssou (garçon, espagnol : mozo)
- sapoù (crapaud, espagnol : sapo)
- youte (jeune vache, espagnol : chota)

### Expressions populaires
Diu vivant/bibàn et Hilh de puta/pute sont les deux expressions favorites des Béarnais. Ces deux expressions ont toutes deux été tellement employées, qu'elles ont perdu leur signification initiale pour ne conserver qu'une fonction expressive. L'expression Diu vivant/bibàn trouve son origine dans une initiative de Jeanne d'Albret au XVIe siècle. Elle signe le 19 juillet 1561 un édit interdisant de prêter serment en justice sur la croix et le missel et ordonne de le faire sur la Bible en employant la formule Au Diu bibent ! (« au Dieu vivant »), donnant l'expression populaire Diu vivant/bibàn. Jeanne d'Albret cherche alors le redressement des mœurs et une religion plus pure, une vie moins corrompue. Elle impose le protestantisme en Béarn. C'est aussi avec un Diu vivant/bibàn qu'Henri IV prend la tête de ses armées de Navarre au château de Pau. L'expression Hilh de puta/pute est mise en scène dans un célèbre sketch de Jean-Claude Coudouy, il utilise le juron comme réponse à toutes les situations de vie. L'expression est si répandue chez les Béarnais, que les membres du 218e régiment d'infanterie sont surnommés les hils de puta/pute durant la Première Guerre mondiale.